# التوحد في فرنسا

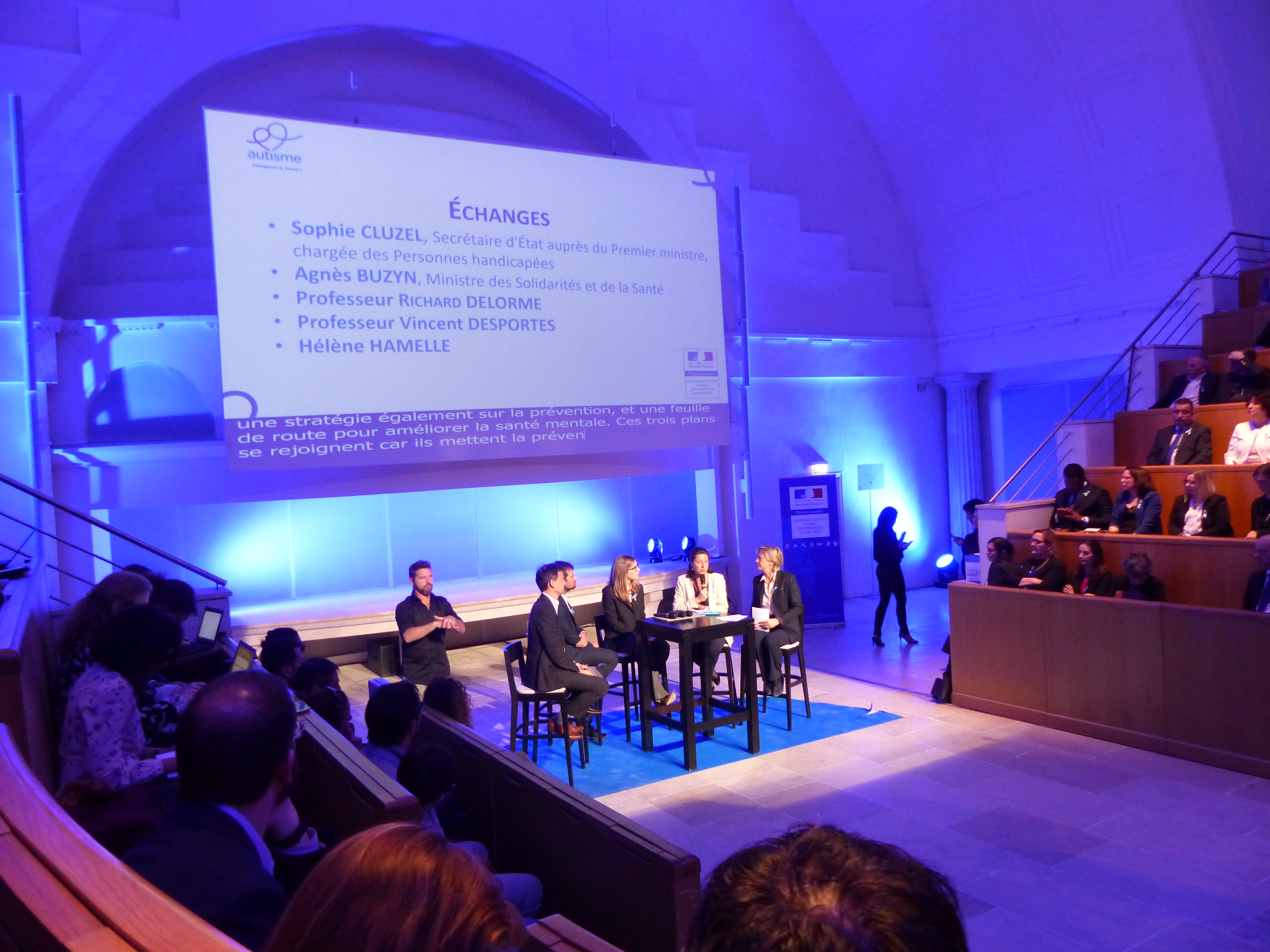
إطلاق استراتيجية التوحد في عام 2018.

لقد تأثر تاريخ التوحد في فرنسا بتأثير التحليل النفسي وممارسات المؤسسات التي انتهكت في كثير من الأحيان حقوق الأفراد المصابين بالتوحد. اعتبارًا من عام 2016، تم تقدير أن 0.7 إلى 1% من سكان فرنسا يعانون من اضطراب طيف التوحد، مع وجود العديد من الحالات غير المشخصة، مما يؤدي إلى درجات متفاوتة من الإعاقة.
قبل الجهود الطبية والتدخلية، كان الأفراد المصابون بالتوحد غالبًا ما يتم تهميشهم ويتعرضون لسوء المعاملة. بدأت الخطوات الأولى نحو معالجة مرض التوحد في فرنسا في الخمسينيات من القرن العشرين، مع قيام البروفيسور روجر ميزيس بتأسيس مستشفيات نهارية ووضع التصنيف الفرنسي للاضطرابات العقلية عند الأطفال. زاد الاهتمام بمرض التوحد بعد نشر كتاب القلعة الفارغة لبروينو بيتلهيم (1967). وفي تسعينيات القرن العشرين، بدأت الحكومة، بقيادة سيمون فايل، في اتخاذ إجراءات، وبحلول أوائل العقد الأول من القرن الحادي والعشرين، بدأت جمعيات الآباء في تحدي النهج النفسي الذي ينظر إلى التوحد باعتباره مرضًا عقليًا مرتبطًا بتربية سيئة. وقد أدت هذه الجهود إلى الاعتراف بالتوحد باعتباره إعاقة وإدخال سياسات جديدة، بما في ذلك أربع «خطط للتوحد» في العقد الأول من القرن الحادي والعشرين. تهدف هذه الخطط إلى تحسين الالتحاق بالمدارس وفرص العمل للأفراد المصابين بالتوحد، وقد تم الاعتراف بالتوحد الآن باعتباره اضطرابًا طيفيًا.
وقد اتسم علاج مرض التوحد في فرنسا بالنقاشات حول أساليب التدخل. غالبًا ما تركز هذه المناقشات على وجهات نظر مختلفة بين مؤيدي النهج السلوكي وأولئك الذين يحافظون على وجهات النظر التحليلية النفسية. بالإضافة إلى ذلك، كانت الممارسات المحددة، مثل استخدام مصطلح «توحد» كإهانة والإفراط في إعطاء الأدوية المضادة للذهان للأفراد، مصادر للإقصاء الاجتماعي والمعاناة. تدعو الأبحاث الحديثة إلى التركيز على الاهتمامات الفريدة للأشخاص المصابين بالتوحد لتعزيز مجتمع أكثر شمولاً.

## الأوصاف والإحصائيات
وفقًا لعالمة الاجتماع ليز ديمايلي، يتسم التوحد في فرنسا بنقاشات وصراعات حادة، غالبًا ما تؤدي إلى نزاعات قانونية. وتُسلّط الضوء على مجموعة من الخلافات الأيديولوجية والأخلاقية والعملية المحيطة بهذه القضية.
يتميز مجال التوحد في فرنسا بتنوع مناهجه، متأثرًا بالتحليل النفسي. ومع ذلك، في أماكن مثل كيبيك، حيث لا يُستخدم التحليل النفسي، يُعرب الآباء أيضًا عن عدم رضاهم عن الخدمات المتاحة. أصبح الخطاب العلمي حول التوحد عالميًا الآن، حيث يُجري علماء الأعصاب وعلماء الوراثة معظم الأبحاث، وغالبًا ما تكون باللغة الإنجليزية.
بينما يواجه الأطباء والمحللون النفسيون الفرنسيون انتقادات متزايدة وتراجعًا في نفوذهم لدى السلطات العامة، فإنهم يواصلون إنتاج أعمال فكرية خارج نطاق المجلات العلمية السائدة. يشير ديميلي إلى عدم وجود تعريف علمي واحد ومقبول على نطاق واسع للتوحد أو فهم لأسبابه. ومع ذلك، هناك اتفاق عام على وصف أعراض التوحد، وإن كانت التوترات لا تزال قائمة. ولا يزال تمثيل المصابين بالتوحد في فرنسا محدودًا، حيث تأخر ظهور حركة التنوع العصبي نسبيًا.

### الأوصاف
في فرنسا، يوصف التوحد بأنه اضطراب في النمو العصبي يستمر مدى الحياة، مع ثلاثة عوامل رئيسية: الوراثة، وتطور الدماغ والسلوك. وهو يتسم بصعوبات التواصل، والسلوكيات المتكررة، والمقاومة الشديدة للتغيير، والاهتمامات أو الأنشطة الوسواسية. وقد تكون هناك أيضًا حساسية حسية. قد يعاني الأفراد المصابون بالتوحد من حالات إضافية مثل الصرع، أو فرط النشاط، أو اضطرابات النوم والأكل.
لقد ابتعدت وزارة التضامن والصحة الفرنسية عن الفئات الفرعية للتوحد وتستخدم الآن مصطلح اضطراب طيف التوحد والذي يعكس التطور المتفاوت للأفراد داخل المجتمع.
وفقا لفرانك راموس من المركز الوطني الفرنسي للبحث العلمي (المركز الوطني الفرنسي للبحث العلمي)، فإن التوحد ينطوي على اختلافات في ثلاثة مجالات: التفاعل الاجتماعي، والتواصل، والاهتمامات أو الأنشطة المفضلة. يمكن أن تؤدي هذه الاختلافات إلى تحديات في التكيف مع الحياة الأسرية والاجتماعية، مما يسبب صعوبات للأفراد ومن حولهم
ويشير طبيب الأمراض النفسية المعرفية لوران موترون ‏ إلى أنه في حين يعاني معظم المصابين بالتوحد من التكيف المجتمعي، فإن مجموعة صغيرة منهم، حوالي 10%، يمكن أن تكون لفظية، ومستقلة نسبيا، وناجحة في مرحلة البلوغ. ومع ذلك، قد يظل البعض الآخر غير قادرين على النطق أو يعانون من سلوكيات يصعب إدارتها.

### الأسباب
يُعتبر سبب التوحد متعدد العوامل، مع وجود عنصر وراثي مهم. وقد حددت الأبحاث الطفرات الجينية التي تؤثر على التواصل بين الخلايا العصبية. إن الادعاءات بأن التوحد ناجم عن عوامل نفسية، مثل السمات الأبوية، أو الجلوتين، أو اللقاحات، أو الزئبق، لا تدعمها الأدلة العلمية.
يزعم بعض النقاد، مثل الصحفي جيرالد ميسادي ‏، أن التحليل النفسي ساهم في الاعتقاد الخاطئ بأن التوحد مرض نفسي بحت. في فرنسا، غالبًا ما ارتبط مصطلح «ذهان الطفل» بالتفسيرات الديناميكية النفسية لمرض التوحد. ومع ذلك، اقترح العديد من الباحثين والمتخصصين، بما في ذلك الأطباء النفسيين والمحللين النفسيين، نماذج نفسية مختلفة لفهم التوحد، على الرغم من أن هذه الآراء ليست مقبولة عالميًا.

### التصنيف
يتضمن التصنيف الفرنسي للاضطرابات العقلية لدى الأطفال والمراهقين فئات فرعية للتوحد، مثل الذهان العجزي وخلل التوافق الذهاني، وهي غير موجودة في التصنيفات الدولية مثل آي سي دي-10 ودي إس إم-في. كما تم الاعتراف بأشكال أخرى من التوحد، مثل التوحد الطفولي ومتلازمة أسبرجر، في كل من سي إف تي إم إي إيه والتصنيفات الدولية. وقد تأخر الاعتراف بالتوحد في فرنسا بسبب محدودية الأبحاث والنقاشات في هذا المجال.
| التصنيف الدولي للأمراض اضطرابات النمو الشاملة              | سي إف تي إم إي إيه-آر-2012 اضطرابات النمو الشاملة – الذهان المبكر        |
| ---------------------------------------------------------- | ------------------------------------------------------------------------ |
| إف 84.0 توحد كلاسيكي                                       | 1.00 التوحد المبكر نوع كانر                                              |
| إف 84.1 اضطرابات نمائية شاملة غير محددة                    | 1.01 أشكال أخرى من التوحد                                                |
| إف 84.1 + إف 70 إلى إف 79 التوحد النموذجي مع التأخر العقلي | 1.02 التوحد أو اضطراب النمو الشامل مع التخلف العقلي المبكر/الذهان العجزي |
| إف 84.5 متلازمة أسبرجر                                     | 1.03 متلازمة أسبرجر                                                      |
| إف 84.8 اضطرابات نمائية شاملة غير محددة                    | 1.04 عدم الانسجام التنموي المتعدد والمعقد / عدم الانسجام الذهاني         |

تم انتقاد استخدام مصطلح «الذهان» لوصف التوحد في أوائل العقد الأول من القرن الحادي والعشرين. يزعم بعض المحترفين، مثل كلود واكمان، أن استخدام سي إف تي إم إي إيه لـ«الذهان» يساعد في مواءمة الممارسات الفرنسية مع الأنظمة الدولية، وتحسين تنسيق الخدمة. ومع ذلك، يعارض متخصصون آخرون، بما في ذلك جان كلود ماليفال ‏ وكلود واكمان، المفاهيم الدولية الأوسع لاضطراب طيف التوحد، معتبرين أنها شاملة للغاية أو تجارية. يقترح بعض الخبراء، مثل جاك هوخمان، أن مصطلح «طيف التوحد» قد يتم استبداله في النهاية بمصطلح «توحد».
كان تصنيف مرض التوحد في فرنسا غير متسق، حيث كان يُنظر إليه في البداية على أنه حالة من الصحة العقلية، ثم تم تصنيفه الآن على أنه إعاقة. وقد أدى هذا إلى صعوبة وضع سياسات واضحة. يسلط بعض النقاد، ومن بينهم جوزيف شوفانيك، الضوء على القضايا المتعلقة بتصنيف الأفراد المصابين بالتوحد باعتبارهم مرضى الصحة العقلية، مما يؤدي إلى علاجات نفسية غير مرغوب فيها. وعلى الرغم من ذلك، تم الاعتراف رسميًا بالتوحد باعتباره إعاقة، مع درجات متفاوتة من التأثير على قدرة الفرد على العمل في المجتمع، بدءًا من التحديات الكبيرة وحتى القيود البسيطة.

### علم الأوبئة
تم جمع البيانات المرجعية في عام 2010 من قبل عالم الأوبئة إريك فومبون ‏ لتقرير الهيئة العليا للصحة حول معرفة مرض التوحد:
| المصدر:                                         | فومبون، 1999        | إنسيرم، 2002        | فومبون، 2003         | فومبون، 2005         | فومبون، 2009         |
| ----------------------------------------------- | ------------------- | ------------------- | -------------------- | -------------------- | -------------------- |
| عدد الدراسات المشمولة في المراجعة               | 23                  | 31                  | 32                   | 40                   | 43                   |
| PDD                                             | 18،7/10 000 (1/535) | 27،3/10 000 (1/336) | 27،5/10 000 (1/364)  | 37/10 000 (1/270)    | 63،7/10 000 (1/156)  |
| التوحد في مرحلة الطفولة                         | 7،2/10 000 (1/1389) | 9/10 000 (1/1111)   | 10/10 000 (1/1000)   | 13/10 000 (1/769)    | 20،6/10 000 (1/485)  |
| اضطراب التفكك الطفولي الآخر                     | –                   | –                   | 0،2/10 000 (1/50000) | 0،2/10 000 (1/50000) | 0،2/10 000 (1/50000) |
| متلازمة أسبرجر                                  | –                   | 3/10 000 (1/3333)   | 2،5/10 000 (1/4000)  | 3/10 000 (1/3333)    | 6/10 000 (1/1667)    |
| التوحد غير النمطي، اضطرابات النمو الشامل الأخرى | 11،5/10 000 (1/870) | 15،3/10 000 (1/654) | 15/10 000 (1/666.7)  | 21/10 000 (1/476)    | 37،1/10 000 (1/270)  |

يُقدر انتشار مرض التوحد في فرنسا بنحو 1% من السكان، أو ما يقرب من 700 ألف شخص، منهم 100 ألف تحت سن العشرين. نسبة الذكور إلى الإناث هي حوالي 4:1. تختلف التقديرات، حيث تشير بعض التقارير إلى وجود ما بين 250 ألفًا و600 ألف فرد مصاب بالتوحد في البلاد. ومع ذلك، هناك نقص كبير في التشخيص، وتظهر بعض الدراسات انتشارًا أقل في فرنسا مقارنة بالدول الأخرى.
لقد كان انتشار مرض التوحد في فرنسا محل نقاش، حيث تتراوح التقديرات من 4 إلى 5 لكل 10000 ولادة لمرض التوحد النموذجي، و12 لكل 10000 لجميع اضطرابات النمو الشاملة. تتضمن الأشكال أشكالًا مختلفة من التوحد، بما في ذلك الأشكال غير النمطية، والذهان العجزي، وغيرها من الحالات ذات الصلة. يعتقد بعض الخبراء أن الزيادة في التشخيصات قد تكون بسبب تحسن الكشف وليس ارتفاعًا حقيقيًا في الحالات.
ويشير الخبراء أيضًا إلى أنه من الصعب تحديد عدد الأشخاص المصابين بالتوحد، حيث يظل العديد من الأفراد دون تشخيص. وتشير بعض التقديرات إلى أن هناك ما بين 450 ألف و650 ألف شخص مصاب بالتوحد في فرنسا، استناداً إلى المعايير التشخيصية الدولية. أظهرت دراسة استقصائية أجريت على 900 شخص فرنسي مصاب بالتوحد أن 55% منهم مصابون بالتوحد الطفولي، و23.5% مصابون باضطراب النمو الشامل غير المحدد، و16.6% مصابون بمتلازمة أسبرجر.
وفقًا لمسح شمل 900 فرنسي مصاب بالتوحد أجراه دوكتيسيمو ومعهد فوندامنتال ونشر في مارس 2013، فإن 55% من المشاركين يعانون من التوحد الطفولي، و23.5% يعانون من اضطراب النمو الشامل غير المحدد و16.6% يعانون من متلازمة أسبرجر.

## التاريخ
فرنسا، إلى جانب أمريكا اللاتينية، هي إحدى المناطق التي أدرج فيها المحللون النفسيون تاريخيًا التوحد الطفولي في تفسيراتهم للحالة، وخاصة بعد سبعينيات وثمانينيات القرن العشرين. وتستمر الممارسات التحليلية النفسية في التأثير على المناهج النفسية للتعامل مع مرض التوحد في البلاد. بدأت عملية إخراج الأطفال من المؤسسات في فرنسا في وقت متأخر عن البلدان الأخرى، مع ارتفاع معدل إيداع الأطفال المصابين بالتوحد في المؤسسات مقارنة ببقية أوروبا. بالإضافة إلى ذلك، كانت هناك معارضة كبيرة بين جمعيات الآباء والمتخصصين في مجال الصحة فيما يتعلق بعلاج مرض التوحد.
في العقد الأول من القرن الحادي والعشرين، بدأت جمعيات الآباء الفرنسية، التي ركزت في البداية على تأمين الرعاية المؤسسية والتمويل، في الدعوة إلى إجراء تغييرات في طريقة معاملة الأطفال المصابين بالتوحد وتعليمهم. ويشير علماء الاجتماع إلى أن هذه الجهود كانت مدفوعة جزئيًا من قبل السلطات العامة للدفع قدمًا بإلغاء المؤسسات، على الرغم من أن هذا أدى إلى مخاوف بين المتخصصين في مجال الصحة بشأن توفر الموارد للأسر الضعيفة. على مر السنين، تطور تصنيف التوحد من اعتباره اضطرابًا نادرًا وشديدًا إلى مجموعة أوسع من الحالات ذات الصلة، والتي تؤثر على حوالي 1% من السكان. منذ التسعينيات، يُنظر إلى التوحد بشكل متزايد على أنه قضية اجتماعية، مع تطورات قانونية كبيرة، على الرغم من استمرار مقاومة التغيير.

### قبل الأوصاف الطبية

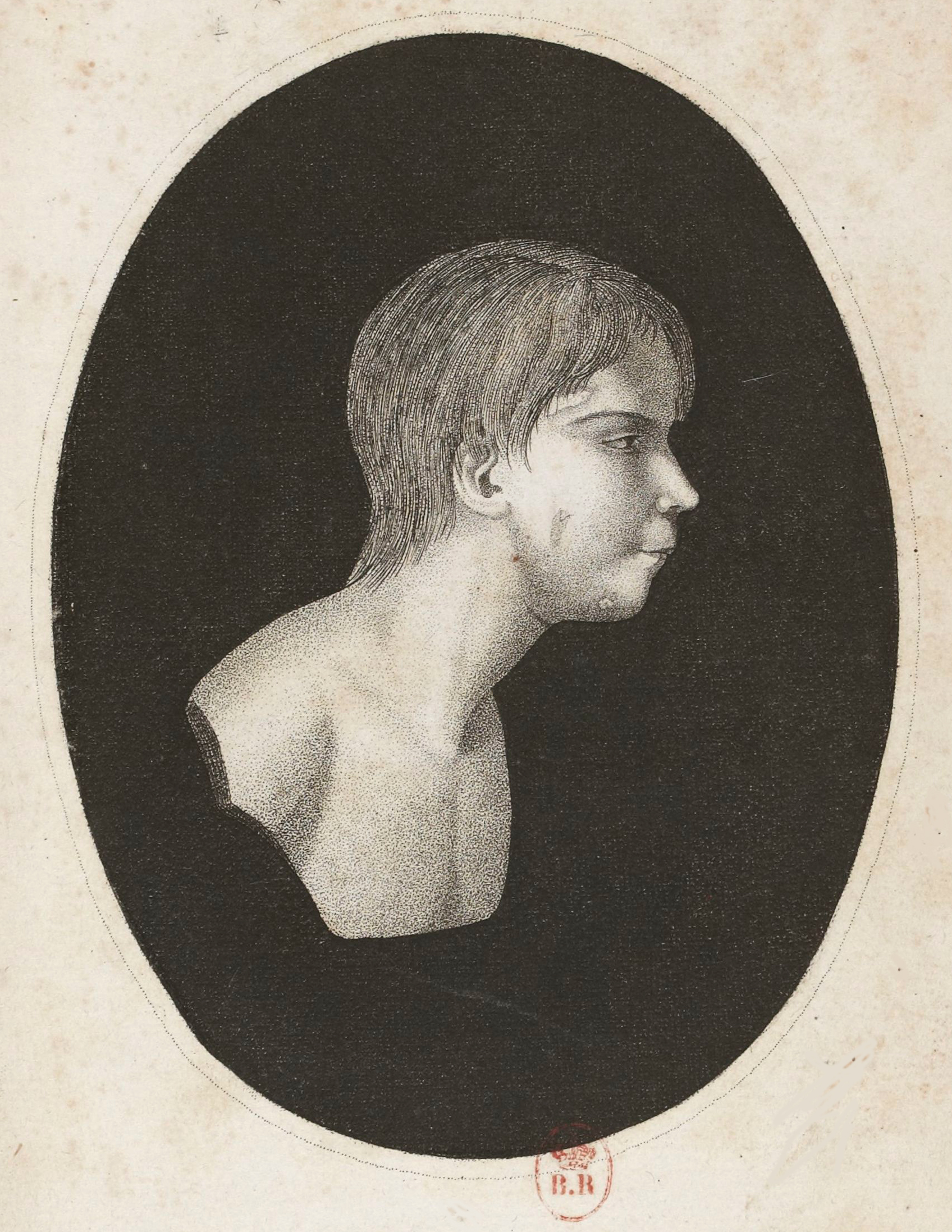
أول صورة لفيكتور دي لافيرون.

قبل تعريف مفهوم التوحد، كان المصابون به يُهمَّشون ويُوصَفون غالبًا بـ«الحمقى» أو «المجانين» أو «الأطفال المتوحشين». ومن الأمثلة على ذلك فيكتور دي لافيرون، الطفل الذي عُثر عليه عام 1801، والذي أظهر سلوكيات تُعرف الآن بالتوحد. كما وصف الدكتور جان إيتارد، الذي تولى رعايته، شكلًا من أشكال التوحد غير اللفظي عام 1828، وأطلق عليه اسم البكم الفكري. في القرنين التاسع عشر وأوائل القرن العشرين، اعتبر العديد من الأطباء هؤلاء الأفراد مصابين بانحلال وراثي، متأثرين بنظريات تحسين النسل. وكان إيتارد وإدوارد سيجان من أوائل من درسوا ووصفوا الأفراد الذين يُحتمل إصابتهم بالتوحد.
ظهرت الأوصاف الرسمية الأولى للتوحد ومتلازمة أسبرجر في أربعينيات القرن العشرين في الأدبيات العلمية الدولية. أثناء الاحتلال الألماني لفرنسا، كان من المرجح أن يكون الأفراد المصابون بالتوحد من بين أولئك الذين ماتوا في المستشفيات النفسية بسبب الجوع والظروف القاسية.

### من الخمسينيات إلى الثمانينيات

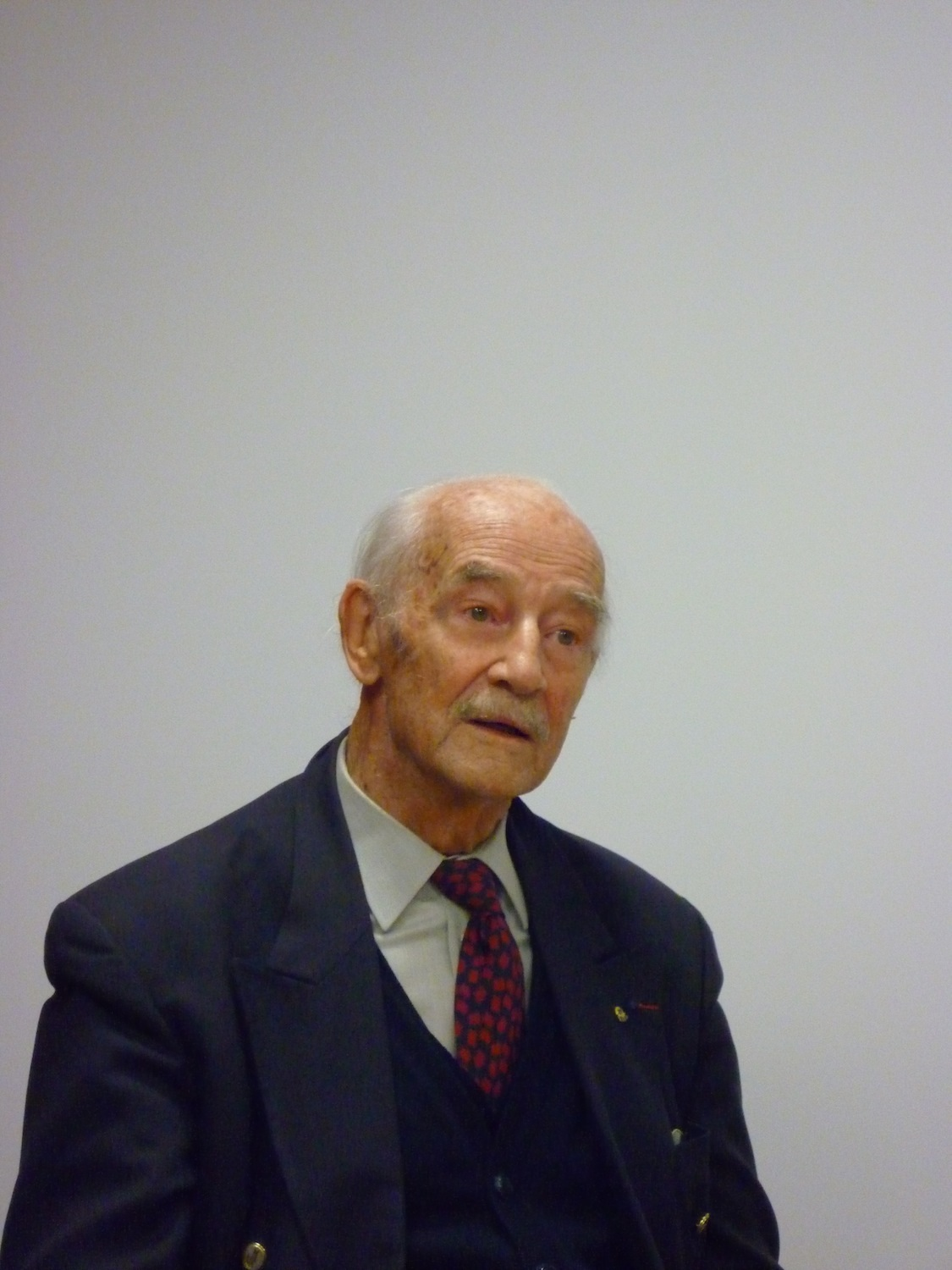
جيلبرت ليلورد (1927–2017)، أحد رواد دراسة مرض التوحد في فرنسا.

حتى ثمانينيات القرن العشرين، كان يُفهم التوحد في فرنسا في المقام الأول على أنه توحد طفولي، أو توحد كانر، وكان يُصنف مع الذهان أو الفصام. بالإضافة إلى ذلك، حتى تسعينيات القرن العشرين، كان تشخيص مرض التوحد نادرًا، حيث كان يُعتقد أن الأفراد لا يمكن اعتبارهم مصابين بالتوحد إذا تحدثوا. أدى نشر كتاب القلعة الفارغة في عام 1967 إلى لفت الانتباه إلى مرض التوحد وأثر على الإدراك العام، وخاصة مع فكرة الطفل المصاب بالتوحد باعتباره «طفلًا آليًا». كما ساعد البرنامج التلفزيوني الذي قدمه دانييل كارلين عام 1974 والمؤتمرات التي عقدها بيتلهيم في نشر آرائه حول مرض التوحد، بما في ذلك نظرية «ثلاجة الأم» المثيرة للجدل.
في فرنسا، كان يُنظر إلى التوحد لفترة طويلة على أنه مرض انفصام الشخصية في مرحلة الطفولة، ولم يتم التمييز بين الاثنين إلا في ثمانينيات القرن العشرين. أصبح الفريق في مستشفى تورز، بقيادة الطبيب النفسي جيلبرت ليلورد، وطبيبة الأعصاب كاثرين بارتيليمي، وطبيب الأطفال النفسي دومينيك سوفاج، روادًا في مجال أبحاث التوحد ودعمه. ومع ذلك، لم يحظى مرض التوحد باهتمام كبير من السلطات العامة الفرنسية حتى تسعينيات القرن العشرين.

#### تنفيذ سياسة القطاع
وفقًا لجاك هوشمان، كان المحللون النفسيون الفرنسيون من بين أوائل من تعاملوا مع الأطفال المصابين بالتوحد بإنسانية. ابتداءً من خمسينيات القرن العشرين، واستلهامًا من الممارسات المتبعة في الولايات المتحدة والمملكة المتحدة، قدم الأطباء النفسيون والمحللون النفسيون مثل روجر ميزيس وسيرج ليبوفيتشي ‏ الرعاية والتعليم والتربية للأطفال المصابين بالتوحد في فرنسا. وقد أدت هذه الجهود إلى إنشاء مؤسسات بدوام جزئي، ومستشفيات نهارية، ورعاية خارجية لدعم التواصل والعلاقات الاجتماعية. إن إنشاء مستشفى سانتوس دومون النهاري في باريس عام 1963، بواسطة جمعية خدمة الأشخاص غير المتوافقين مع اضطرابات الشخصية، كان بمثابة خطوة مهمة في هذا النهج. وبحلول سبعينيات القرن العشرين، انتشرت هذه الأساليب في جميع أنحاء فرنسا. دعمت طب نفس الأطفال الفرنسي قضية بيئية متعلقة بالتوحد، ودمجتها في نهج متعدد العوامل أوسع نطاقًا وتطوير هياكل الرعاية بما يتماشى مع سياسة «القطاع». هذه الهياكل، المخصصة للأطفال الذين يعانون من اضطرابات شخصية خطيرة، تقدم مزيجًا من الرعاية النفسية والتعليمية والتربوية والتأهيلية.
ومع ذلك، واعتمادًا على شدة اضطراباتهم، غالبًا ما يتم إحالة الأفراد المصابين بالتوحد إلى المستشفيات النفسية أو المعاهد الطبية الاجتماعية. في بعض الأحيان، كانت الأساليب المتبعة في هذه المؤسسات تعتبر غير كافية بسبب الموارد المحدودة والتركيز على «الرعاية» بدلاً من التعليم. في عام 1989، سمح تعديل كريتون للبالغين ذوي الإعاقة الذين تزيد أعمارهم عن 20 عامًا بالبقاء في المؤسسات الطبية الاجتماعية، عادةً لأولئك الذين يعانون من إعاقات عالية أو متعددة.

#### أولى تطبيقات العلاجات السلوكية
في ثمانينيات القرن العشرين، تعرف الآباء الفرنسيون على العلاجات السلوكية للأطفال المصابين بالتوحد من أمريكا الشمالية وسعوا إلى تقديمها في فرنسا. كان هذا الاهتمام مدفوعًا بالذنب المرتبط بالنظريات التحليلية النفسية للتوحد والرغبة في المشاركة بنشاط في تعليم أطفالهم. في عام 1989، قامت الطبيبة النفسية كاثرين ميلسينت بترجمة أعمال إريك شوبلر ‏ إلى الفرنسية وأنشأت أول فصل دراسي للغة الفرنسية مدمج مع برنامج تيتش في مودون. في تسعينيات القرن العشرين، تم إنشاء وحدات مخصصة للأفراد المصابين بالتوحد، تقدم برامج سلوكية مثل تيتش وABA. ومع ذلك، كانت هذه البرامج محدودة العدد وواجهت تشككا من جانب القطاع الطبي الاجتماعي. وعلى الرغم من ذلك، أدى تقديم هذه البرامج إلى تحول في كيفية التعامل مع مرض التوحد، حيث تبنى المتخصصون في مجال الرعاية الصحية نهجًا أكثر تعددًا للتخصصات وأصبحوا أكثر انفتاحًا على النموذج الأنجلو ساكسوني.

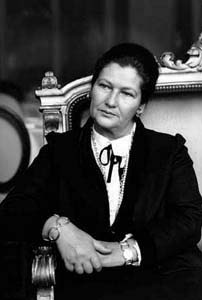
سيمون فايل في 1993.

### في التسعينيات
في عام 1993، اعترفت سيمون فايل، التي تم تعيينها حديثا في وزارة الشؤون الاجتماعية والصحة والشؤون الحضرية، بالتحديات الكبيرة في دعم الأفراد المصابين بالتوحد، وذلك بعد ضغوط من جمعيات الآباء. وقد نُشرت ثلاثة تقارير في عامي 1994 و1995 تتناول هذه القضايا. في ذلك الوقت، تم تعريف التوحد من قبل الوكالة الوطنية لتطوير التقييم الطبي (ANDEM) على أنه ينطوي على تأخيرات أو انحرافات في التفاعلات الاجتماعية، والتواصل اللفظي وغير اللفظي، والسلوكيات، وغالبًا ما تكون مصحوبة بالمخاوف، واضطرابات النوم والأكل، والعدوان. في أبريل 1995، تم تقديم التعميم، بميزانية قدرها 100 مليون فرنك على مدى خمس سنوات، ولكن لم يتم تنفيذه بسبب تخفيضات الميزانية. بين عامي 1995 و2000، تم إنشاء أربعة مراكز متخصصة و2000 مكان لرعاية الأطفال، ولكن تقرير الأمم المتحدة لعام 1999 اعتبر هذه التدابير غير كافية، مشيرًا إلى أخطاء التشخيص ومرافق الرعاية غير الكافية.

#### الرأي رقم 47 للجنة الاستشارية الوطنية للأخلاقيات
في عام 1995، اشتدت الخلافات بين العاملين في مجال الصحة وجمعيات الآباء. أثيرت قضية الإقصاء الاجتماعي أمام مجلس أوروبا، مشيرًا إلى أن 3 إلى 7% فقط من الأفراد المصابين بالتوحد يحققون الاستقلال كبالغين. ناشدت جمعية التوحد في فرنسا اللجنة الاستشارية الوطنية للأخلاقيات (CCNE) في عام 1994، مسلطة الضوء على الصعوبات في التشخيص المبكر، واستخدام التصنيفات القديمة، والعلاجات المتأثرة بالتحليل النفسي. أصدرت اللجنة الاستشارية الوطنية للأخلاقيات الرأي رقم 47 في يناير 1996، والذي ساعد في تعزيز التعاون بين جمعيات الآباء والسلطات العامة لتحسين رعاية مرضى التوحد.

#### قانون تشوسي وعلاقته بمجال الإعاقة
لم يُمنح بدل التعليم الخاص (AES)، الذي أُنشئ بموجب قانون عام 1975 لأولياء أمور الأطفال ذوي الإعاقة، في البداية ليشمل أولياء أمور الأطفال المصابين بالتوحد، حيث اعتُبر التوحد مرضًا. في 11 ديسمبر 1996، صدر «قانون شوسي»، الذي قدمه جان فرانسوا شوسي، لضمان التدخلات متعددة التخصصات للأفراد المصابين بالتوحد والاعتراف رسميًا بالتوحد كإعاقة. كان هذا القانون، الذي تم اعتماده بالإجماع، هو الأول في فرنسا الذي يهدف إلى دعم حقوق الأشخاص المصابين بالتوحد وساعد في تقليل وصمة العار المرتبطة باعتبار التوحد مرضًا نفسيًا.

### من 2000 إلى 2005

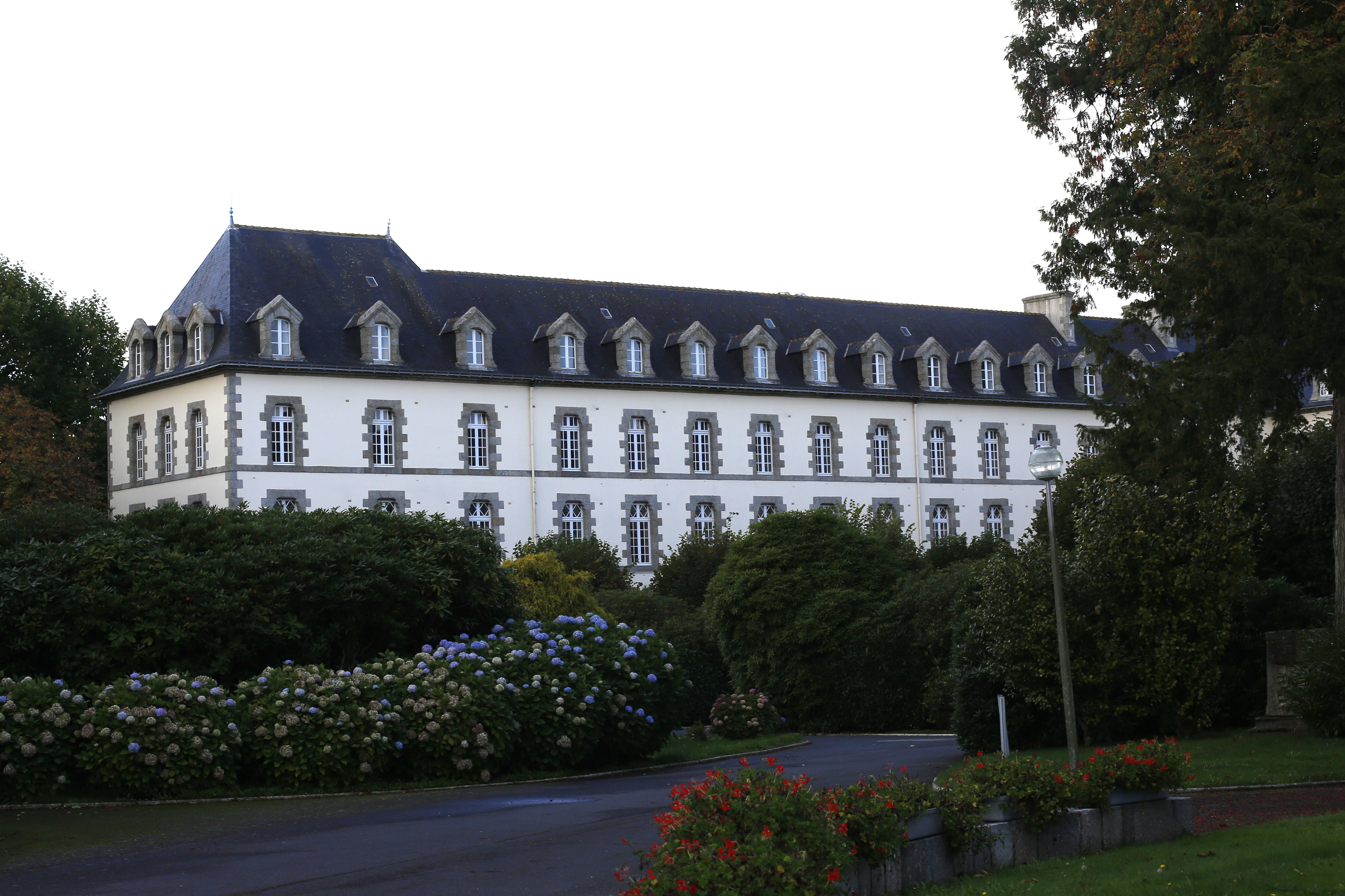
مستشفى للأمراض النفسية في بلوغيرنيفيل في بريتاني.

في يناير 2000، تمت الموافقة على تخصيص تمويل جديد لإنشاء المزيد من الأماكن للأشخاص المصابين بالتوحد بين عامي 2001 و2003. خلال هذه الفترة، انتقلت العديد من العائلات الفرنسية إلى والونيا في بلجيكا، بسبب توفر المراكز التعليمية، في حين سعى آخرون إلى التدريب في بلدان تقدم أساليب سلوكية لتحسين آفاق أطفالهم في المستقبل.
في عام 2000، تم إدخال مفهوم اضطراب النمو الشامل ومتلازمة أسبرجر في التصنيف الفرنسي للتوحد. وقد قوبل هذا التغيير بمقاومة من جانب العديد من الأطباء النفسيين الفرنسيين، الذين ما زالوا ينظرون إلى التوحد باعتباره حالة نادرة وخطيرة.
يهدف قانون تمثيل المستخدمين لعام 2002 إلى تشجيع مشاركة الأفراد المصابين بالتوحد في صنع القرارات العامة المتعلقة برعايتهم.

#### تقرير جان فرانسوا شوسي في عام 2003
في أكتوبر 2003، قدم جان فرانسوا شوسي ‏ تقريرًا عن وضع الأشخاص المصابين بالتوحد في فرنسا، مسلطًا الضوء على عدم كفاية الدعم المقدم للعديد من الأفراد. ودعا التقرير إلى وضع خطة شاملة لمعالجة التشخيص المبكر، والبحث، والدعم مدى الحياة، والتدريب للمهنيين، والتكامل الأفضل في المجتمع. ورفضت الانقسام بين النهجين «الديناميكي النفسي» و«التعليمي»، ودعت إلى رعاية تلبي الاحتياجات الفردية من خلال خطة متعددة السنوات ودعم مالي مناسب. كان التقرير متأثرًا بشدة بمواقف منظمة التوحد الفرنسية.

#### توصيات عام 2004 والإدانة الأولى
في عام 2003، قامت المحامية إيفلين فريدل، رئيسة جمعية التوحد الفرنسية آنذاك، بإحالة قضية عدم حصول الأطفال المصابين بالتوحد على التعليم إلى محكمة العدل التابعة للاتحاد الأوروبي. حكمت المحكمة في نوفمبر 2003 بأن هذا كان انتهاكًا، مما أدى إلى أول إدانة أوروبية لفرنسا بتهمة التمييز في عام 2004. وقد دعمت جمعية التوحد الأوروبية هذه القضية، مشيرة ليس فقط إلى الافتقار إلى القدرة على الوصول إلى التعليم، ولكن أيضًا إلى التوافر المحدود للتعليم المتخصص وتعريف أضيق للتوحد من تعريف منظمة الصحة العالمية.
في عام 2004، وضع الاتحاد الفرنسي للطب النفسي والهيئة العليا للصحة توصيات للتشخيص المبكر. وبعد صدور الحكم الأوروبي، قدمت فرنسا أربع خطط متتالية للتوحد بين عامي 2005 و2022 (2005–2007، 2008–2010، 2013–2017، و2018–2022) لمعالجة العدد المتزايد من التشخيصات والافتقار العام للوعي بين كل من الجمهور والمهنيين الطبيين.

#### قانون الإعاقة لعام 2005
كان قانون الإعاقة لعام 2005 يهدف إلى ضمان المساواة في الحقوق والفرص للأشخاص المصابين بالتوحد، مما يمثل الخطوة الكبرى الأولى التي اتخذتها فرنسا نحو تأمين التعليم للأطفال المصابين بالتوحد. ومع ذلك، زعم بعض النقاد، مثل كلود واكمان، أن تعريف القانون للإعاقة النفسية قد يعزز الوصمة من خلال الإشارة إلى عدم وجود أمل في التحسن. من ناحية أخرى، أيد مارسيل هيرولت، رئيس مؤسسة سمسم للتوحد، ربط التوحد بمجال الإعاقة، واعتباره حالة تؤثر على الأفراد في لحظة معينة، مع الاعتراف أيضًا بدور الطب النفسي في رعاية مرضى التوحد.

### الخطة الأولى للتوحد (2005–2007)

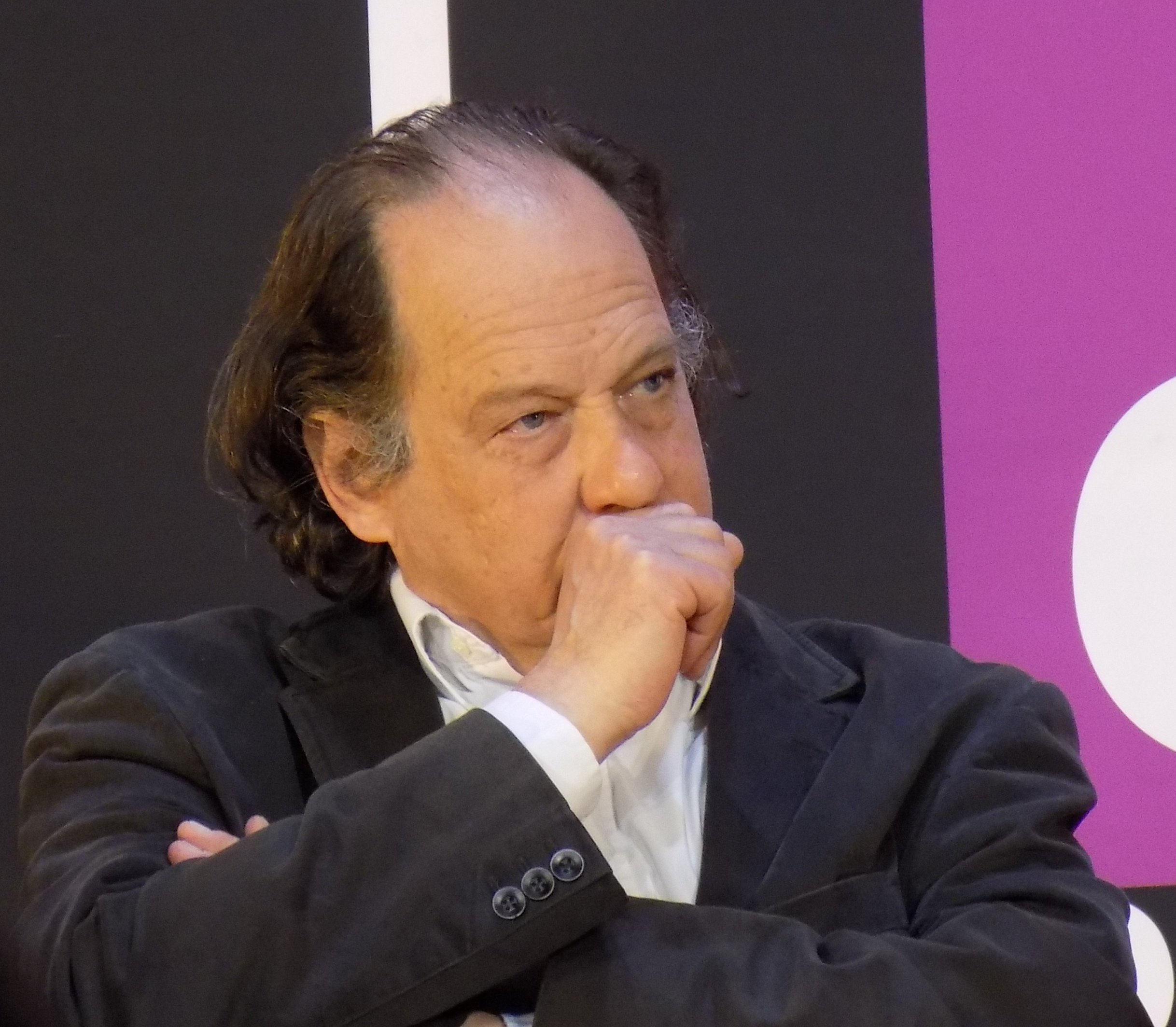
جان كلود أميسن، مقرر الرأي رقم 102 للجنة الأخلاقيات الاستشارية الوطنية الفرنسية، في عام 2015

نتيجة للإدانة الأوروبية الأولى لفرنسا، تم تقديم أول خطة للتوحد في عام 2005. وقد أدت إلى إنشاء مراكز موارد التوحد في كل منطقة فرنسية وركزت على تحسين التدريب المهني وزيادة توافر الرعاية المتخصصة. كما أوصت الخطة بتعليم أكثر شمولاً للأطفال المصابين بالتوحد، مع دعم أفضل للآباء والأسر والمعلمين.
في نوفمبر 2007، أصدرت اللجنة الاستشارية الوطنية للأخلاقيات (CCNE) تقريرًا نقديًا يعتمد على ردود الفعل من خمس جمعيات أولياء الأمور. وسلط التقرير الضوء على الافتقار إلى الدعم للأفراد المصابين بالتوحد والضيق الذي تواجهه الأسر.
وانتقدت غياب التشخيص المبكر والتعليم المنتظم والتواصل الاجتماعي، والذي زعمت أنه أدى إلى إضاعة الفرص للأطفال وإهمالهم. دعت اللجنة الوطنية للتعليم إلى التشخيص المبكر، والتعليم الفردي، والوصول إلى أساليب تعليمية فعالة، مثل البرامج السلوكية المعرفية. كما أوصت باستخدام الأدوية في حالة الأعراض الشديدة وتقديم الدعم النفسي للأسر. انتقد تقرير اللجنة الوطنية لبحوث الأطفال والمراهقين التأثير الضار لنظرية «الأمهات الثلاجة» ودعا إلى تشخيصات مبكرة أكثر موثوقية ودعم تعليمي أفضل للأطفال. كما أقر التقرير بالدور الناشئ للمحللين النفسيين في الرعاية متعددة التخصصات، على الرغم من أنه أكد على الحاجة إلى اتباع مناهج تعتمد على الأساليب التعليمية.
وقد قوبلت آراء اللجنة بشأن التحليل النفسي بانتقادات من بعض المهنيين، بما في ذلك المحلل النفسي بوريس شافيل وطبيبة نفسية الأطفال آن سيلفي بيلوكس، الذين زعموا أن التقرير قد قام بتبسيط تاريخ النظريات التحليلية النفسية بشكل مفرط وتجاهل العمل القيم في هذا المجال.

### الخطة الثانية للتوحد (2008–2010)

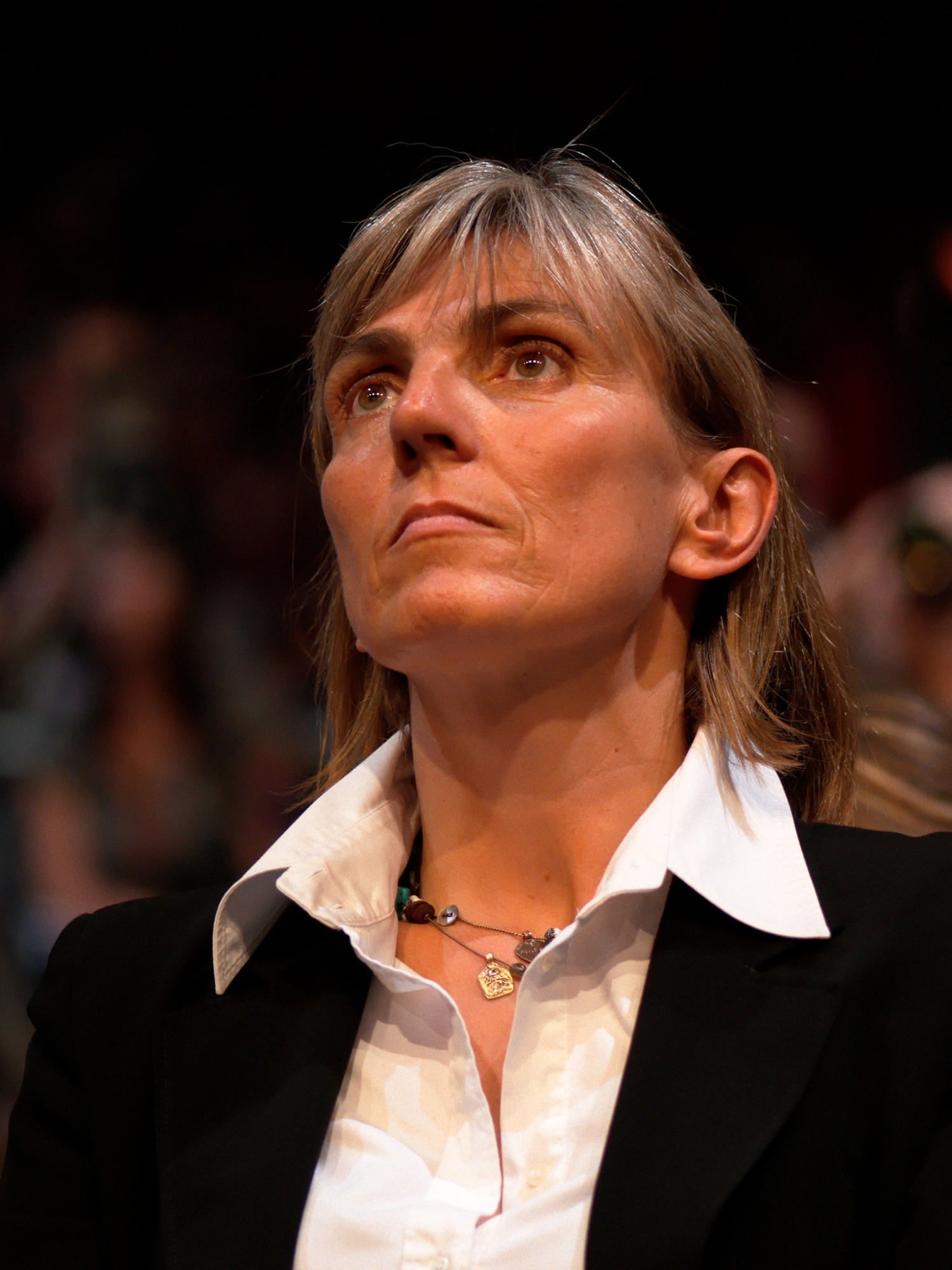
فاليري ليتارد، صاحبة مبادرة خطة التوحد الثانية، في عام 2007.

تم إطلاق الخطة الثانية للتوحد في مايو 2008 من قبل فاليري ليتارد ‏. وعلى مدى عامين، هدفت الخطة إلى إنشاء 4100 مكان في المؤسسات للأطفال والبالغين المصابين بالتوحد. وقد تم تكليف الهيئة العليا للصحة بتطوير قاعدة معرفية علمية ومتعددة التخصصات حول مرض التوحد، في حين كانت الوكالة الوطنية لتقييم وجودة المؤسسات والخدمات الاجتماعية والطبية والاجتماعية مسؤولة عن تحديد أفضل الممارسات. تم نشر هذه القاعدة في يناير 2010.
كما موّلت الخطة سبعة مشاريع تدخل تجريبية وهدفت إلى تحسين الوصول إلى التشخيص والدعم. في فبراير 2010، اعتمدت لجنة الوزراء توصية بشأن إلغاء المؤسسات المخصصة للأطفال ذوي الإعاقة، مؤكدة على أهمية احترام حقوق الطفل. في نهاية عام 2011، أفادت فاليري ليتارد أنه على الرغم من عدم تحقيق بعض الأهداف بالكامل، فقد تم إنشاء 70% من المساحات المخطط لها، وتم تسجيل 25000 طفل مصاب بالتوحد في المدرسة.

### عام القضية الوطنية العظيمة (2012)
في عام 2012، أُعلن عن مرض التوحد كأولوية وطنية مهمة في عهد رئيس الوزراء فرانسوا فيون. وشهد العام حملات توعية مختلفة وتغطية إعلامية، وخاصة بعد إصدار الفيلم الوثائقي الجدار (بالفرنسية: Le Mur). في يناير/كانون الثاني، اقترح النائب دانييل فاسكويل ‏ قانونًا يهدف إلى إنهاء الممارسات التحليلية النفسية في علاج التوحد، وتعزيز استخدام الأساليب التعليمية والسلوكية، وإعادة تخصيص التمويل لهذه الأساليب.
في شهر مارس، أوصت الهيئة العليا للصحة ببعض الأساليب التعليمية والسلوكية، مثل طريقة ABA، ونموذج البداية المبكرة دنفر، وبرنامج تيتش، مشيرة إلى فعاليتها في تحسين معدل الذكاء ومهارات الاتصال وتطور اللغة لدى حوالي 50% من الأطفال. ولم يوصِ التقرير بأساليب معينة مثل برنامج سون رايز ‏، وطريقة 3i، وغيرها، واستبعد التحليل النفسي والعلاج النفسي المؤسسي، مشيرًا إلى عدم وجود أدلة على فعاليتها. كما عارضت ممارسات مثل «التعبئة» باستثناء سياقات البحث.
أثار التقرير جدلاً، حيث دعا أنصار العلاجات السلوكية المعرفية إلى حظر التحليل النفسي، في حين انتقد المحللون النفسيون المنهجية وجادلوا بأن التقرير فشل في التقاط تعقيد مرض التوحد. أعرب بعض المتخصصين الطبيين عن مخاوفهم بشأن النهج المستخدم لتطوير التوصيات، مدعين أن التركيز على الأساليب السلوكية المعرفية لم يكن مدعومًا جيدًا ولم يقدم إرشادات كافية للأسر ومقدمي الرعاية الصحية.

### الخطة الثالثة للتوحد (2013–2017)

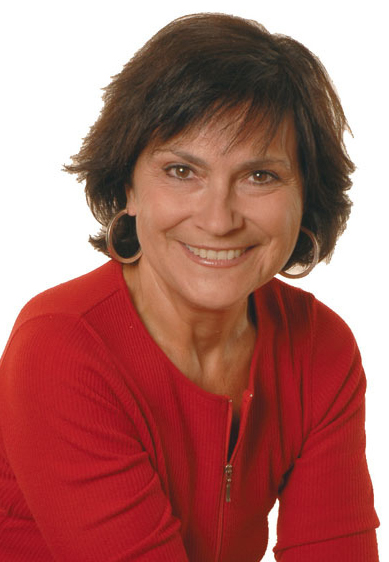
، مبادرة خطة التوحد الثالثة، في عام 2012.

الخطة الثالثة للتوحد، التي أعلنت عنها ماري أرليت كارلوتي ‏ في 2 مايو 2013، تضمنت تدابير لتحسين التشخيص المبكر، ودعم الأسر، وإنشاء 700 مكان تدريس متخصص في دور الحضانة لمساعدة الأطفال المصابين بالتوحد على الاندماج في المدارس الابتدائية. ركزت الخطة، التي بلغت ميزانيتها 205 مليون يورو، على التشخيص المبكر، ودعم الطفولة، ومساعدة الأسرة، والبحث، وتدريب المهنيين. تم إطلاق موقع رسمي لتقديم معلومات موثوقة.

#### المواقف السياسية
في فبراير/شباط 2014، خلص مجلس أوروبا إلى أن حقوق الأطفال المصابين بالتوحد في التعليم والتدريب المهني لا تُحترم بالكامل في فرنسا. وأشار التقرير أيضًا إلى افتقار المؤسسات المتخصصة إلى التركيز التعليمي.
في عام 2016، أوصت سيجولين نوفيل بأساليب تعليمية للتوحد وعارضت إلقاء اللوم على الأمهات. وفي وقت لاحق من ذلك العام، اقترح دانييل فاسكويل قرارًا لتعزيز الرعاية بناءً على التوصيات الرسمية، ولكن تم رفضه.

#### تقييم الخطة الثالثة
بحلول عامي 2014 و2015، ارتفع عدد الأطفال المصابين بالتوحد في المدارس إلى 26347 من 23545 في العام السابق. ومع ذلك، سلط تقرير صادر عن المفتشية العامة الضوء على نقاط الضعف في علم الأوبئة، ومشاركة المتخصصين الصحيين، والإدارات الإقليمية. وعلى الرغم من التقدم المحرز في دمج المدارس والفحص، إلا أن الدعم المتاح، وخاصة للبالغين، ظل غير كافٍ.

### الخطة الرابعة للتوحد (2018–2022)

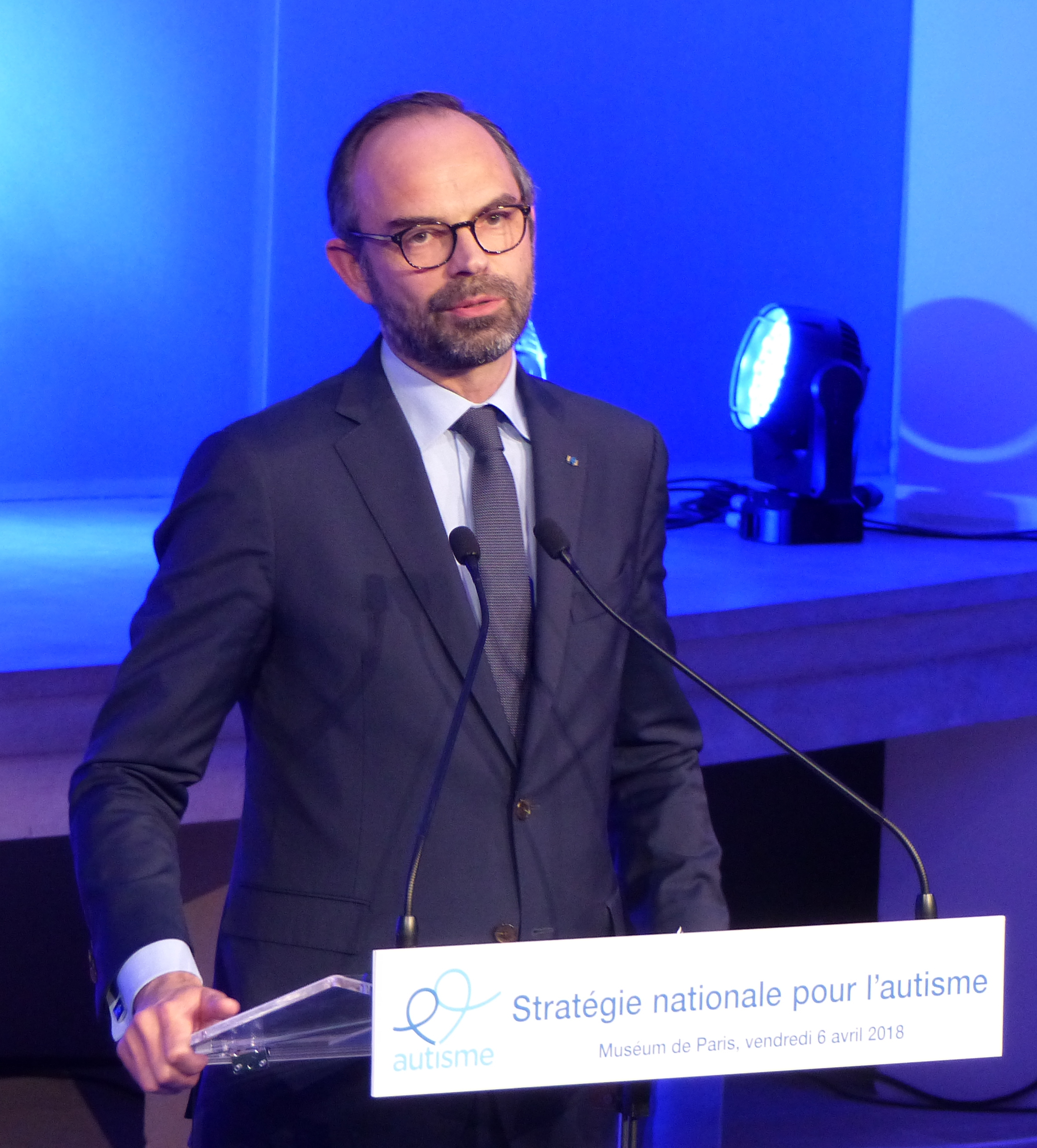
إدوارد فيليب، رئيس وزراء فرنسا، أثناء إطلاق الخطة الرابعة للتوحد (أو استراتيجية التوحد) في 6 أبريل 2018.

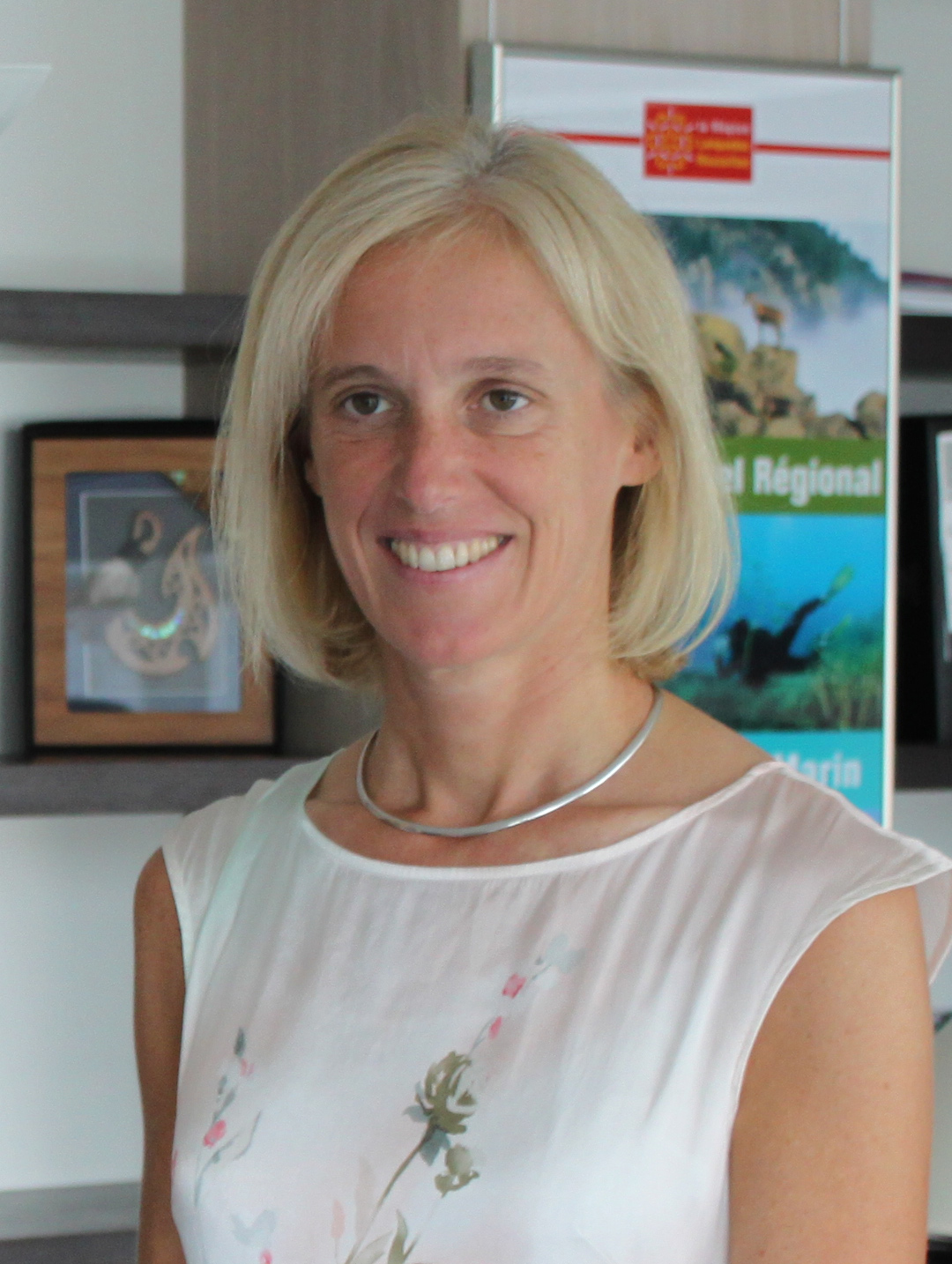
سيجولين نوفيل، وزيرة الدولة المسؤولة عن الأشخاص ذوي الإعاقة ومكافحة الإقصاء

خلال المؤتمر الوطني للإعاقة عام 2016، أعلن فرانسوا هولاند عن إعداد الخطة الرابعة للتوحد، والتي من المقرر أن تستمر من عام 2018 إلى عام 2022. تم تكليف جوزيف شوفانيك بتطوير خطة تركز على التدريب والتكامل والنشاط المهني للبالغين المصابين بالتوحد. وأوصى التقرير المقدم في مارس/آذار 2017 بمراجعة الميزانيات لتحسين الرعاية. في عام 2017، تم تشكيل لجنة من العلماء الدوليين لتحديد ممارسات التدخل الجيدة. وتضمنت الخطة الرابعة، والتي أطلق عليها «استراتيجية التوحد»، التوحد ضمن سياسات الإعاقة الأوسع نطاقًا وركزت على تحسين الوصول إلى الخدمات الطبية والتعليمية. وقد نشرت الهيئة العليا للصحة التوصيات الخاصة بالبالغين في يونيو 2017. انطلقت المشاورات رسميًا في 6 يوليو 2017، حيث ألقى الرئيس إيمانويل ماكرون خطابًا.
في الأول من يناير 2019، تم تنفيذ أحد التدابير الرئيسية للخطة، وهو حزمة التدخل المبكر. في فبراير 2019، أصدرت الأمم المتحدة تقريرًا عن الإعاقة في فرنسا، سلط الضوء على قضايا مثل المؤسسات، ونقص تمثيل الأفراد المصابين بالتوحد في صنع القرار، وانتهاكات حقوقهم الإنسانية.

## التشخيص
في بداية القرن الحادي والعشرين، بدأت فرنسا في التوافق بشكل أكبر مع التصنيفات الدولية لاضطرابات طيف التوحد ( الدليل التشخيصي والإحصائي للاضطرابات النفسية (الطبعة الخامسة) والمراجعة العاشرة للتصنيف الدولي للأمراض)، مما أدى إلى توسيع تعريف التوحد، الذي كان يُشار إليه سابقًا بمصطلحات مثل «ذهان الأطفال» ومتلازمة أسبرجر. ورغم أن الجهود المبذولة لتحسين التشخيص أدت إلى خفض متوسط عمر التشخيص، إلا أن العديد من الآباء ما زالوا يواجهون تأخيرات. عادة ما يتم ملاحظة علامات التوحد بين عمر سنتين وثلاث سنوات، ولكن المحاولة الأولى لطلب المساعدة غالبًا لا تؤدي إلى الرعاية المتابعة، مما يتسبب في المزيد من التأخير. اعتبارًا من عام 2013، كان متوسط عمر التشخيص حوالي 5.5 سنوات، وهو ما يزال متأخرًا عن العمر الموصى به. يتم تشخيص ربع الأطفال بعد أربع سنوات من ظهور العلامات الأولى، و10% بعد ثماني سنوات.
يمكن أن يبدأ الفحص الموثوق به في وقت مبكر يصل إلى 18 شهرًا باستخدام أدوات مثل اختبار قائمة مراجعة معدلة لمرض التوحد عند الأطفال الصغار [الإنجليزية]. يمكن إجراء تشخيصات أكثر دقة باستخدام اختبارات مثل جدول مراقبة تشخيص التوحد [الإنجليزية] ومقابلة تشخيص التوحد [الإنجليزية]. متلازمة أسبرجر، وهي أحد أشكال التوحد، غالبًا ما يكون من الصعب تشخيصها بسبب الأعراض الدقيقة وعدم وجود تأخير في اللغة، مما قد يؤدي إلى تأخير التشخيص والدعم. قد لا يتلقى بعض الأفراد المصابين بمتلازمة أسبرجر الدعم، كما أن إحجام المتخصصين في الرعاية الصحية عن تشخيص التوحد أو متلازمة أسبرجر ساهم في هذه التأخيرات.

## التدخلات
في فرنسا، تُعتبر تدخلات التوحد والخبرة المتعلقة به في المقام الأول جزءًا من المجال الطبي. يختلف مستوى الدعم المُقدم للأفراد المصابين بالتوحد بناءً على عوامل مثل الخلفية الاجتماعية والموارد المالية والموقع. قد تتمكن العائلات الأكثر ثراءً من الوصول إلى موارد خاصة، بينما قد يواجه آخرون، وخاصةً المصابين بالتوحد الشديد، تحديات في الحصول على الدعم الكافي. تشير الأبحاث إلى أن الأطفال من خلفيات محرومة، وخاصةً المهاجرين، هم أكثر عرضة لاستخدام خدمات الطب النفسي للأطفال، على الرغم من أن التوحد يؤثر على جميع الفئات الاجتماعية. لا يزال الدعم المُقدم للبالغين، وخاصةً المصابين بالتوحد عالي الأداء أو متلازمة أسبرجر، محدودًا، ولا يزال البعض يعتقد أن التوحد يختفي في مرحلة البلوغ. يتمتع الأفراد المصابون بالتوحد بحقوق، بما في ذلك الكرامة والخصوصية وحرية الحركة والحصول على الرعاية والمشاركة في المجتمع.

### الدعم النفسي
يتوفر الدعم النفسي في فرنسا ولكنه غالبًا ما يكون متأثرًا بالأساليب التحليلية النفسية. تركز هذه العلاجات على تحسين العلاقات وتقليل القلق، بدلاً من الأساليب التحليلية النفسية التقليدية.

### مركز موارد التوحد
يوجد في فرنسا 26 مركزًا لموارد التوحد (CRAs)، تُقدم الدعم دون تشخيص الحالات. تعمل هذه المراكز مع فرق طبية لتقديم التوجيه.

### منظمات ذوي الإعاقة
تساعد منظمات ذوي الإعاقة، مثل المراكز الإدارية (MDPH)، في المهام الإدارية، وتساعد الخدمات الطبية الاجتماعية (SAMSAH) في إعادة الإدماج الاجتماعي والمهني.
وعلى الرغم من الجهود المبذولة، لا يزال هناك بعض الانزعاج في ربط التوحد بالإعاقة، مع وجود فجوة ملحوظة بين المجموعات التي تركز على التوحد ومجموعات الدفاع عن الإعاقة.

## التمييز والمشاكل الاجتماعية
وجد استطلاع أجراه المعهد الفرنسي للرأي العام في عام 2016 أن 79% من الفرنسيين يعتقدون أن الأفراد المصابين بالتوحد يواجهون التمييز. تتضمن المفاهيم الخاطئة الشائعة حول مرض التوحد أفكار العنف وعدم القدرة على التنبؤ وانعدام الحساسية. يعاني المجتمع الفرنسي من صعوبة قبول الأشخاص الذين لا يتناسبون مع المعايير الاجتماعية، وغالبًا ما تنبع الآراء السلبية من ارتباطات سابقة بتحديات التواصل الاجتماعي الشديدة.
يسلط تقرير جوزيف شوفانيك ‏ الضوء على التحديات التي يواجهها الأشخاص المصابون بالتوحد، مثل الاستبعاد والفرص المحدودة والصعوبات في الحصول على الرعاية الطبية، وخاصة في مرحلة البلوغ. ويعاني الكثيرون أيضًا من صراعات اجتماعية ونفسية. ويؤكد شوفانيك أن التطور الاجتماعي يتأثر بالبيئة أكثر من شدة مرض التوحد.
يُعتقد أن الأزمة الاقتصادية تزيد من رفض الأشخاص الذين يُنظر إليهم على أنهم «مختلفون»، مما يضيف أعباءً مالية واجتماعية على الأفراد المصابين بالتوحد وأسرهم. يواجه الأشخاص المصابون بالتوحد أيضًا معدلات انتحار أعلى، حيث أظهرت الدراسات أن المعدل أعلى بتسعة أضعاف من عامة السكان، وصعوبات في القيادة والسكن اعتمادًا على استقلاليتهم.
لا تزال مسألة إنهاء الرعاية المؤسسية محل جدل. فبينما قد تُلبى احتياجات المقيمين في المؤسسات الأساسية، قد يواجه الأفراد خارجها أوضاعًا حرجة، خاصةً إذا اعتُبروا مستقلين لكنهم يفتقرون إلى الدعم.

### استخدام كلمة «توحدي» كإهانة

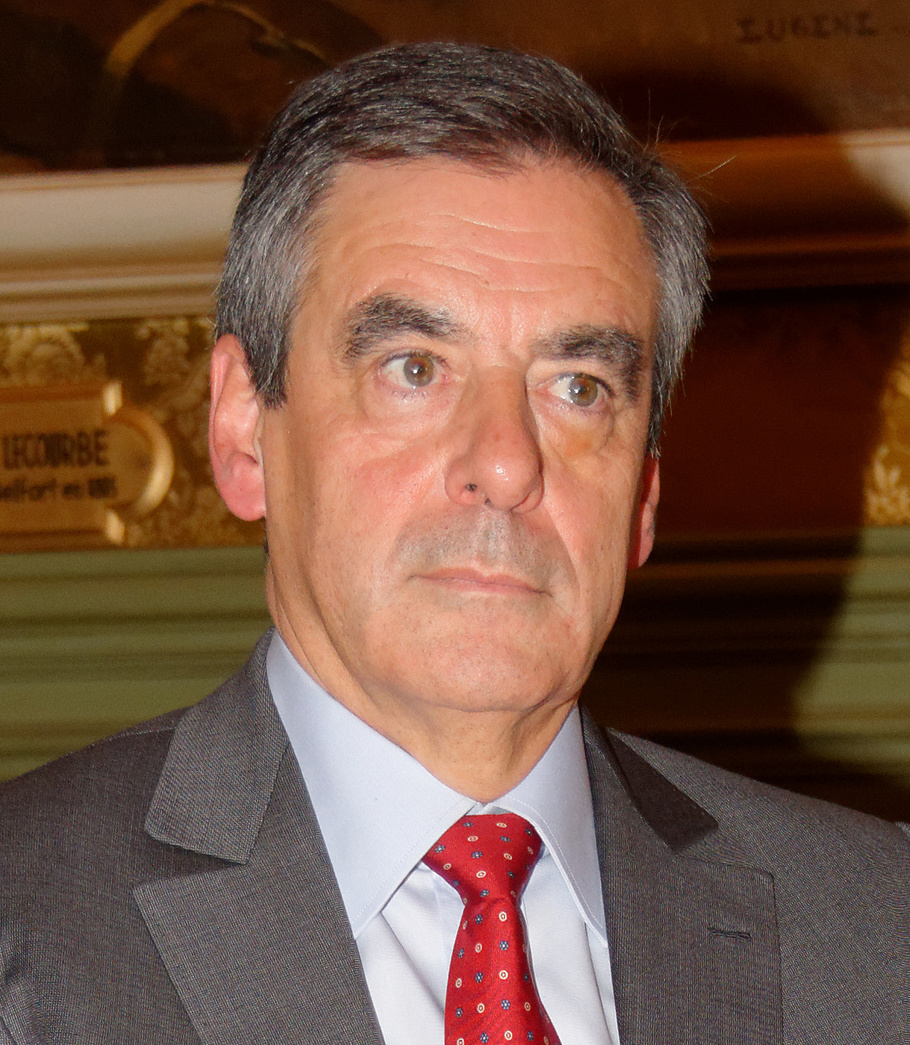
كرر فرانسوا فيون عبارة «أنا لست مصابًا بالتوحد» ثلاث مرات خلال على قناة فرانس 2 في 5 مارس 2017.

في فرنسا، يُستخدم مصطلح «توحد» غالبًا كإهانة، مما يعزز الصور النمطية السلبية عن التوحد. ويرتبط عادةً بالغرابة أو عدم القدرة على التواصل الاجتماعي، على الرغم من أن هذا لا يعكس حقيقة التوحد.
وجد استطلاع للرأي أُجري عام 2016 أن 72% من الفرنسيين فوجئوا باستخدام كلمة «توحدي» كإهانة، مع كون الشباب أكثر عرضة لاستخدامها بهذه الطريقة. وقد حدث هذا التحول في المعنى جنبًا إلى جنب مع زيادة التمثيل العام للتوحد، والذي غالبًا ما يعزز الصور السلبية.
يرتبط التوحد أحيانًا بالحالات النفسية أو العقلية السائدة، مما يُسهم في استخدامه كإهانة. وقد استُخدم المصطلح في مختلف وسائل الإعلام والسياقات السياسية بطريقة مهينة، مما أدى إلى نقاش عام وزيادة الوعي بهذه القضية، على الرغم من أن هذه المناقشات غالبًا ما تفتقر إلى فهم واضح للتوحد.
توصي الهيئة العليا للصحة باستخدام مصطلح «شخص متوحد»بدلاً من عبارات أخرى مثل «الشخص المصاب بالتوحد» أو «توحدي» كاختصار.

### الوصول إلى التعليم والترفيه

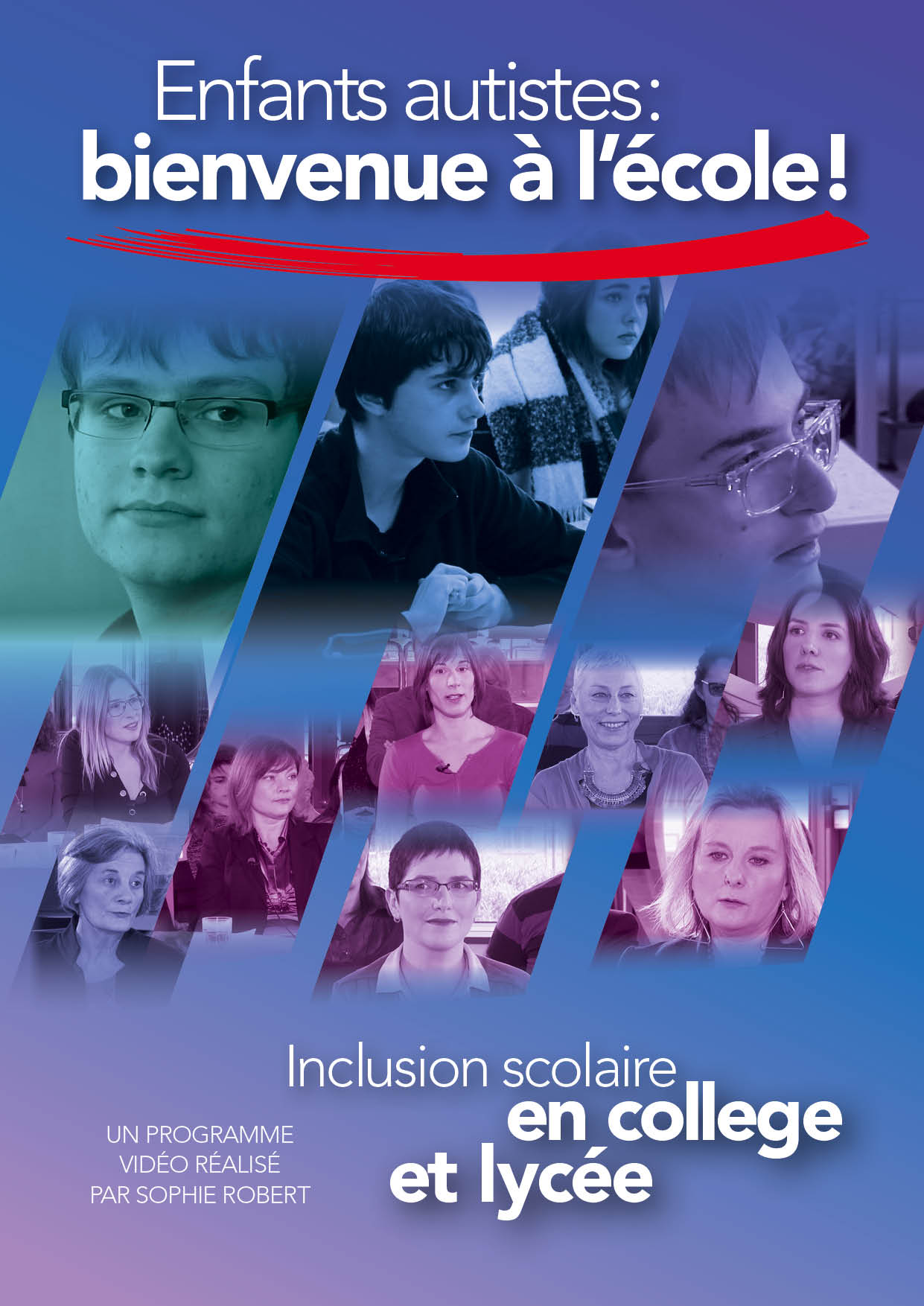
غلاف قرص دي في دي تم توزيعه بواسطة صوفي روبرت، وهو مصمم لتعزيز دمج التلاميذ المصابين بالتوحد في المدارس.

في فرنسا، حظيت قضية تعليم الأفراد المصابين بالتوحد باهتمام كبير في السنوات الأخيرة، مع التركيز على الرعاية أكثر من التعليم حتى ثمانينيات القرن الماضي. وبدأ دمج الطلاب المصابين بالتوحد في المدارس العادية في العقد الأول من القرن الحادي والعشرين، عقب صدور قانون الإعاقة لعام 2005.
في حين زاد معدل الإدماج في الفصول الدراسية العادية، إلا أنه لا يزال منخفضًا، حيث التحق حوالي 20% من الأطفال المصابين بالتوحد بالمدارس العادية اعتبارًا من عام 2012. يتم وضع العديد منهم في فصول أو وحدات خاصة ذات وقت محدود في التعليم العام. في عام 2014، تم إنشاء وحدات حضانة للأطفال المصابين بالتوحد، لكن معدل الالتحاق بالأطفال المصابين بالتوحد في فرنسا لا يزال أقل من المعدل في الدول الغربية الأخرى.
لا تزال هناك تحديات، مثل نقص تدريب المعلمين، ونقص الدعم الفردي، ومحدودية فرص الحصول على التعليم للأطفال المصابين بالتوحد الشديد. يتولى العديد من الآباء رعاية أطفالهم بأنفسهم نظرًا لقلة خيارات المدارس أو رعاية الأطفال. ورغم بعض التحسن، واجهت فرنسا انتقادات من مجلس أوروبا بسبب التمييز ضد الأطفال المصابين بالتوحد وعدم كفاية فرص الحصول على التعليم.

### التوظيف
لا يزال وضع التوظيف للأشخاص المصابين بالتوحد في فرنسا صعبًا، حيث لا تزال الجهود المبذولة في مراحلها الأولى. هناك نقص في البيانات الإحصائية، حيث لا يتم تشخيص العديد من البالغين المصابين بالتوحد. ساهمت بعض الآراء، وخاصةً من الحركة المناهضة للطب النفسي، في استبعادهم من العمل، حيث اعتبروا العمل ضارًا. اقتصرت فرص العمل تقليديًا على المعاهد الطبية المهنية، والتي غالبًا ما لا تُلبي احتياجات الأشخاص المصابين بالتوحد. هناك أيضًا اعتقاد خاطئ بأن المصابين بالتوحد الشديد فقط هم من لا يستطيعون العمل، على الرغم من عدم وجود دليل يربط بين شدة الإعاقة ومهارات العمل. تبحث بعض الشركات الآن عن «ملفات تعريف متلازمة أسبرجر»، بينما تُشير شركات أخرى إلى أن العديد من المصابين بالتوحد يُفضلون بيئات عمل أكثر خصوصية. تشمل مجالات العمل المقترحة الترجمة، والميكانيكا، وتكنولوجيا المعلومات، والفنون والحرف اليدوية.
تشير الدراسات الاستقصائية إلى وجود دعم عام لإدراج الأشخاص المصابين بالتوحد في القوى العاملة، ولكن عدد البالغين المصابين بالتوحد العاملين في وظائف منتظمة يظل منخفضا، مع استبعاد العديد منهم، وخاصة أولئك الذين يعانون من إعاقات غير مرئية.

## البحث

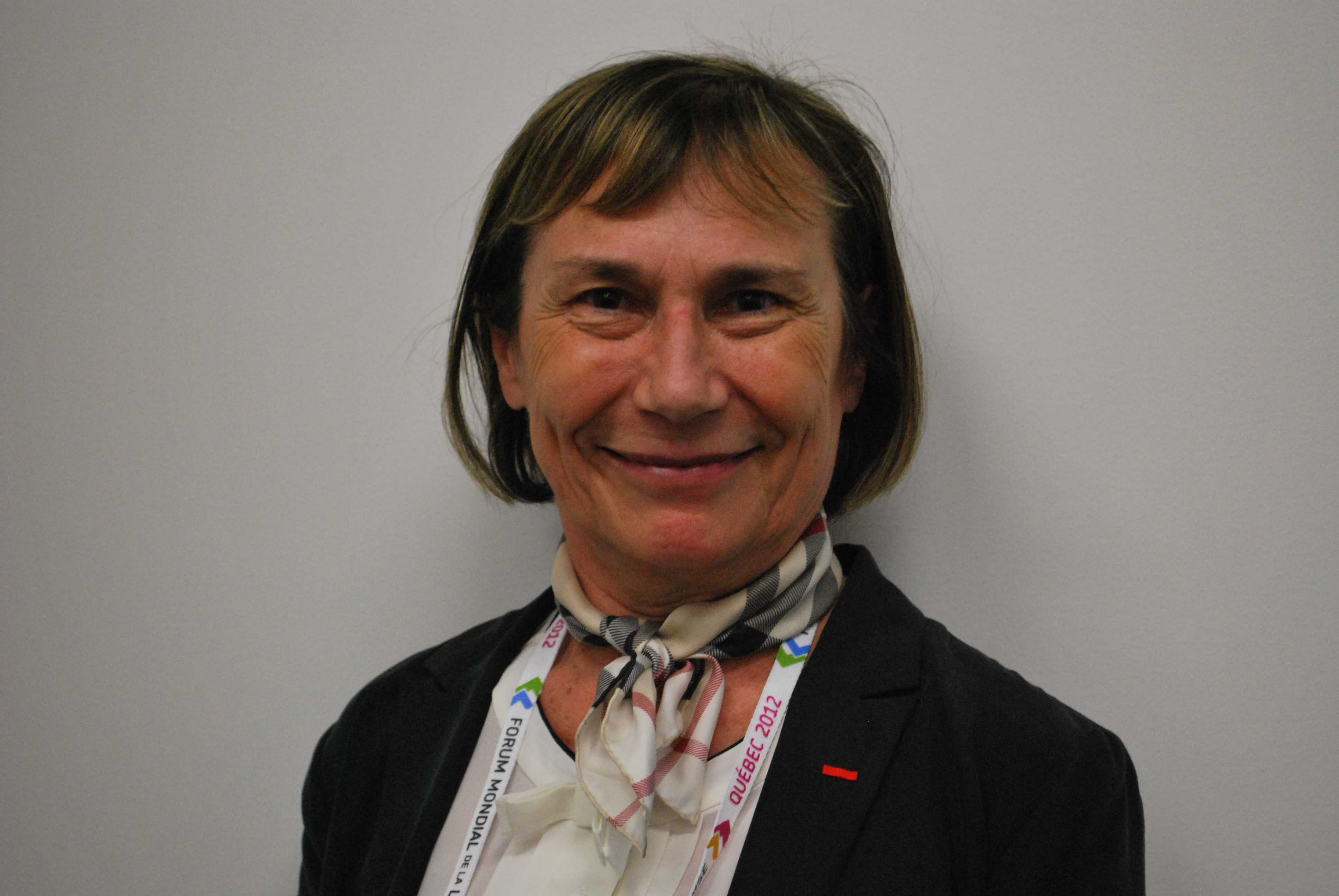
كاترين بارتيليمي، باحثة فرنسية تحصل على جائزة عن عملها في مجال مرض التوحد.

ساهمت العديد من وحدات البحث والباحثين في فرنسا في دراسة التوحد. أنشأ فريقٌ رئيسيٌّ في وحدة البحوث المركزية في تورز، يضم جيلبرت ليلورد وكاثرين بارتيليمي، أول وحدة بحثية مُخصصة للتوحد في المعهد الوطني للصحة والأبحاث الطبية عام 1988، ويضم الفريق أيضًا أطباءً نفسيين متخصصين في الأطفال، مثل دومينيك سوفاج وفريديريك بونيه-بريلهولت، اللذين شاركا في تطوير العلاج التبادلي والنموي.

### علماء الأعصاب
في علم الأعصاب، قدمت ماريون ليبوير ‏ وبرناديت روجي مساهمات كبيرة، حيث حصلت روجي على وسام جوقة الشرف في عام 2012 عن عملها. اكتشف فريق توماس بورجيرون أول طفرة أحادية الجين مرتبطة بالتوحد في عام 2007. ومن بين الباحثين البارزين الآخرين إريك ليمونير ولوران موترون، الذين عارضوا الأساليب التحليلية النفسية في التعامل مع مرض التوحد، وفرانك راموس، وهو مساهم أحدث في أبحاث مرض التوحد.

### المحللون النفسيون
ارتبط المحللون النفسيون مثل فرانسواز دولتو، الذين اعتقدوا أن التوحد ناجم عن علاقات سلبية مع الأم، بالآراء المبكرة حول التوحد، على الرغم من أن البعض يزعم أن هذه الأفكار أدت إلى سوء الفهم. كما شجع مود مانوني وسيرج ليبوفيتشي أيضًا وجهات نظر التحليل النفسي حول مرض التوحد. ركز باحثون آخرون، مثل برنارد جولسي وبيير ديليون، على نمو الطفل والعلاج، بينما استكشف جاك هوشمان وهنري ري-فلود تاريخ ومفهوم التوحد في فرنسا. قام باحثون مثل ماري دومينيك إيمي، وماري كريستين لازنيك، وجان كلود ماليفال بفحص مرض التوحد من خلال العدسات التحليلية النفسية واللاكانية، مع التركيز على التواصل، والتطور، والتواصل الاجتماعي.

## النسيج والشبكات الترابطية
في فرنسا، توجد العديد من الجمعيات لأهالي الأطفال المصابين بالتوحد و/أو الأفراد المصابين به، بمن فيهم المصابون بمتلازمة أسبرجر. يقع مقر معظم الجمعيات الوطنية في باريس، بينما تنشط العديد من الجمعيات الإقليمية المتميزة في جميع أنحاء البلاد.

### جمعيات الوالدين

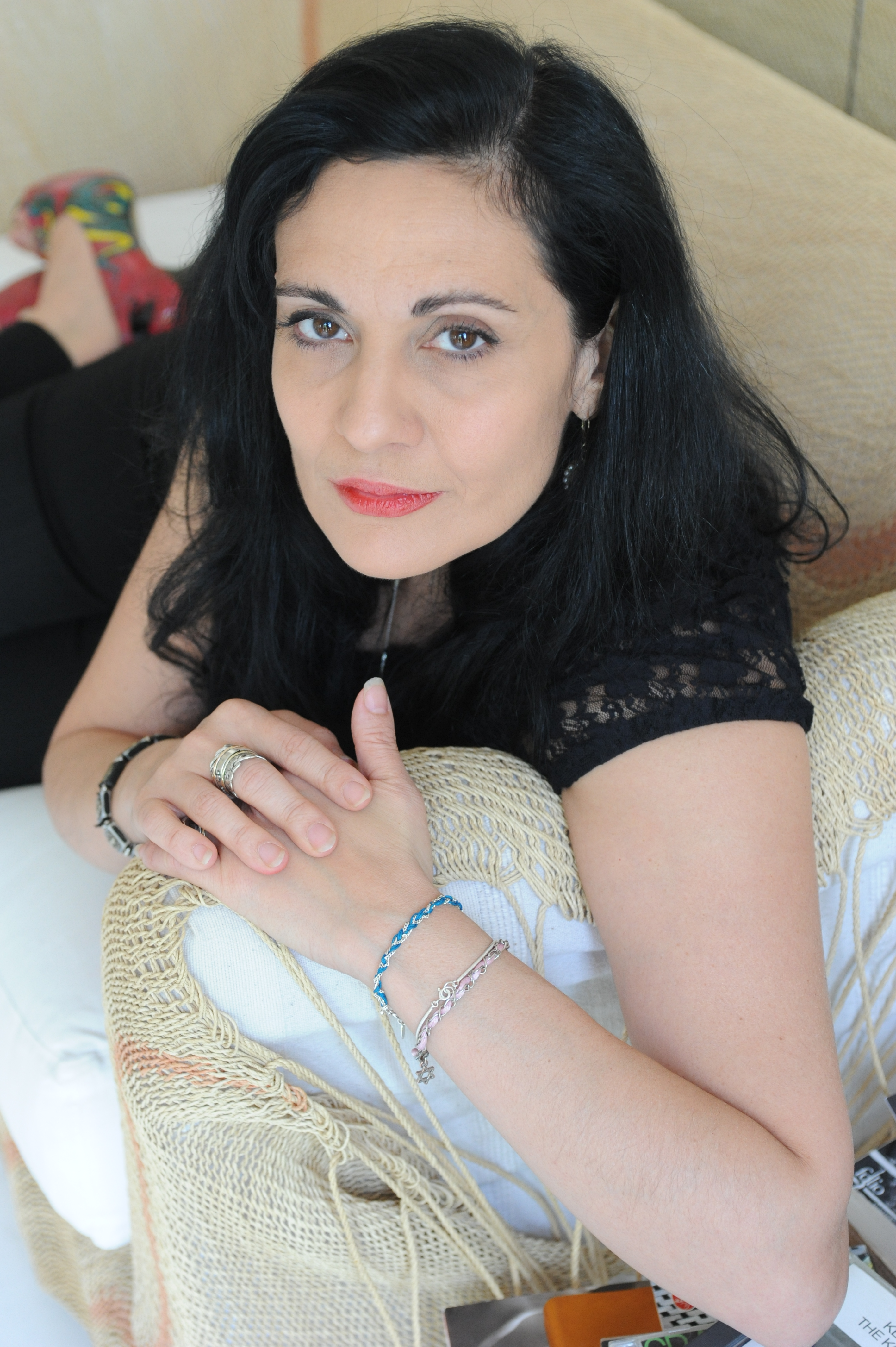
أوليفيا كاتان، أم لطفل مصاب بالتوحد ورئيسة منظمة منظمة إس أو إس للتوحد في فرنسا.

في فرنسا، أُنشئت جمعيات تُعنى بالتوحد بشكل كبير من قِبل الآباء والأمهات استجابةً لضعف المؤسسات وضعف العلاقات مع المتخصصين في الرعاية الصحية. بدأت هذه الجمعيات تلعب دورًا أكبر في صنع القرار العام في العقد الأول من القرن الحادي والعشرين، مما ساعد في تشكيل نهج التوحد، بما في ذلك التغييرات في التشخيصات والتدخلات والتصورات العامة. وقد دافعت هذه الجمعيات بشكل عام عن معايير تشخيصية أوسع، وركزت على فهم عصبي للتوحد، على الرغم من أن بعض العائلات لا تزال غير ممثلة تمثيلًا كافيًا. غالبًا ما تُركز هذه المجموعات على أبحاث علم الأعصاب، وعادةً ما يقودها آباء من الطبقة المتوسطة أو العليا يستخدمون الموارد القانونية والإعلامية وغيرها.
تأسست أول جمعية لأولياء أمور الأطفال ذوي الإعاقة، بمن فيهم المصابون بالتوحد، عام 1962. وفي ثمانينيات القرن العشرين، تشكّلت العديد من الجمعيات الجديدة، بما في ذلك إيه آي دي إي آر إيه والتوحد في إيل دو فرانس وغيرها. شاركت هذه الجمعيات في الترويج لأساليب علاجية مختلفة، مثل العلاج المعرفي السلوكي، مما أدى إلى خلافات مع المحللين النفسيين وتشكيل جماعات معارضة في نهاية المطاف مثل منظمة التوحد في فرنسا والتوحد بالسمسم. وقد لعبت هاتان الجمعيتان دورًا رئيسيًا في النقاش حول علاج التوحد في فرنسا.
في عام 1991، أصبحت جمعية التوحد الفرنسية جمعيةً رائدةً في هذا المجال، مُركزةً على مُناقشة الطب النفسي والتحليل النفسي، وتنظيم فعاليات علمية ونقاشات سياسية. كما تنشط في فرنسا جمعياتٌ أخرى، مثل جمعية فانكر للتوحد، ومؤسسة التوحد، ومنظمة إس أو إس للتوحد في فرنسا. وتُشكل عدة جمعيات، منها جمعية أسبرجر إيد فرانس وجمعية سيسام للتوحد، جزءًا من مجموعة التوحد، التي تُمثل حوالي 30 ألف عائلة مُصابة بالتوحد. كما تُدير هذه المجموعات مؤسساتٍ وتُؤدي أدوارًا كأصحاب عمل في هذا المجال.

### جمعيات وشبكات الأشخاص المصابين بالتوحد
في أوائل العقد الأول من القرن الحادي والعشرين، لم تكن هناك منظمة تمثل الأشخاص المصابين بالتوحد في فرنسا، مما أدى إلى إنشاء ساتيدي، أول جمعية ناطقة بالفرنسية تركز على التمثيل الذاتي للأفراد المصابين بالتوحد. التحالف التوحدي، الذي أسسه إريك لوكاس في عام 2014، هو جمعية للأشخاص المصابين بالتوحد يعارضون النظرة «العيوب» للتوحد ويدافعون عن حقوق الأفراد المصابين بالتوحد بما يتماشى مع الاتفاقيات الدولية.
كما تم تأسيس لجنة استشارية وطنية للأشخاص المصابين بالتوحد في فرنسا لتمثيل الأشخاص ذوي الإعاقة وفقًا لاتفاقية الأمم المتحدة. وفي عام 2016، تم إنشاء جمعية النساء المصابات بالتوحد الناطقات بالفرنسية.
منذ عام 2000، نظم الأفراد المصابون بالتوحد مناقشات وأحداثًا عبر الإنترنت، بما في ذلك «مقاهي أسبرجر» والجمعيات الإقليمية مثل أسبرجر أميتي وأسبرجر لورين. أوصى جوزيف شوفانيك بمنتديات نقاش محددة للأشخاص المتأثرين بالتوحد، بما في ذلك تلك التي تنظمها جمعيتا أسبيرانسا وساتيدي.

### الجمعيات المهنية الصحية
انخرط أخصائيو الرعاية الصحية أيضًا في الجمعيات المعنية بالتوحد. تأسست جمعية أبحاث التوحد والوقاية من سوء التكيف عام 1983، وضمت تمثيلًا متساويًا من الآباء والمتخصصين في الرعاية الصحية. في عام 2004، أسست المحللتان النفسيتان جينيفيف هاج وماري دومينيك آمي التنسيق الدولي للمعالجين النفسيين والمحللين النفسيين العاملين مع الأفراد المصابين بالتوحد، المعروف باسم سيبا.

## تمثيلات التوحد في وسائل الإعلام والبيئة الثقافية الفرنسية
ظلت كلمة «التوحد» غير معروفة إلى حد كبير في وسائل الإعلام الفرنسية حتى تسعينيات القرن العشرين. في عام 1974، قدم دانييل كارلين برنامجًا حول مكتب البث التلفزيوني الفرنسي قدم فيه مدرسة برونو بيتلهيم التقويمية ونظريته عن القلعة الفارغة، مما أثر على تصور التوحد في فرنسا، وخاصة بين المحللين النفسيين. وأثار هذا جدلاً حول دور الوالدين، وخاصة الأمهات، في تطور مرض التوحد. نشأت المزيد من الخلافات في عام 1988 عندما تم تقديم طريقة تيتش للجمهور. منذ ذلك الحين، ركزت التغطية الإعلامية لمرض التوحد بشكل متزايد على الانتقادات الموجهة للطب النفسي الفرنسي، وخاصة من جمعيات الآباء، وخاصة منذ عام 2012. لقد أدت التغييرات في تعريف مرض التوحد وانتشاره المتزايد إلى زيادة اهتمام وسائل الإعلام به. ومع ذلك، يشير جوزيف شوفانيك إلى «سوء فهم ثنائي» بين مجتمع التوحد ووسائل الإعلام، حيث تشعر بعض الجمعيات الفرنسية بالسلبية تجاه هذه التغطية. يتم الإبلاغ عن قصص حول سوء المعاملة في المؤسسات بشكل متكرر، ويظل التصور العام للتوحد ضعيفًا، كما رأينا عندما ربطت وسائل الإعلام بسرعة بين قاتل جماعي أمريكي والتوحد في عام 2012.
في عام 2016، اجتذب برنامج خاص عن التوحد على قناة فرانس 2 أكثر من 3 ملايين مشاهد، محققًا ثاني أفضل نسبة مشاهدة في المساء بين القنوات التلفزيونية الفرنسية.

### الأفلام الوثائقية

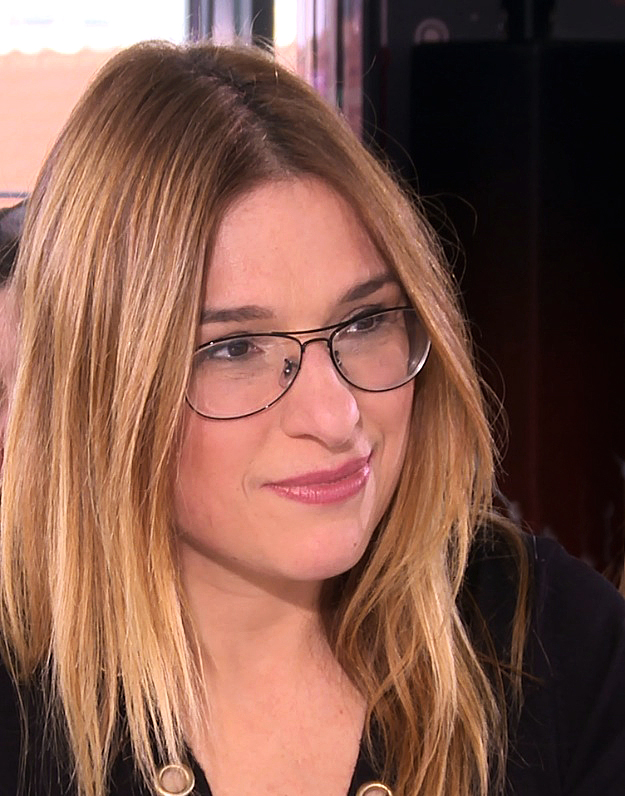
صوفي روبرت، مخرجة الفيلم الوثائقي الجدار (فيلم 2011).

شاركت جمعية التوحد بالسمسم في إنتاج الفيلم الوثائقي الحياة في قطع (بالفرنسية: La vie en miettes)، والذي تم بثه على قناة France 2 في عام 1994. في عام 2008، أخرجت ساندراين بونير فيلم اسمها سابين، وهو فيلم وثائقي عن شقيقتها سابين، التي كانت تعيش في مؤسسة منذ أن كانت في الثانية عشرة من عمرها. يصور الفيلم حب سابين للغة الإنجليزية والموسيقى قبل دخولها المستشفى.
في عام 2011، أثار الفيلم الوثائقي الجدار [الإنجليزية] للمخرجة صوفي روبرت جدلاً واسعاً حول علاج مرض التوحد في فرنسا. سلط الفيلم الضوء على الفرق بين آراء المحللين النفسيين والمعرفة العلمية حول مرض التوحد. وقد قدم المحللون النفسيون الذين ظهروا في الفيلم شكوى، مما أدى إلى فرض الرقابة لمدة عامين، والتي ألغتها المحاكم لاحقًا في عام 2013.
في عام 2011، أثار الفيلم الوثائقي الجدار للمخرجة صوفي روبرت جدلاً واسعاً حول علاج مرض التوحد في فرنسا. سلط الفيلم الضوء على الفرق بين آراء المحللين النفسيين والمعرفة العلمية حول مرض التوحد.  وقد قدم المحللون النفسيون الذين ظهروا في الفيلم شكوى، مما أدى إلى فرض الرقابة لمدة عامين، والتي ألغتها المحاكم لاحقًا في عام 2013. 
يحكي الفيلم الوثائقي دماغ هوغو للمخرجة صوفي ريفيل عام 2012 القصة الخيالية لهوجو، وهو شخص مصاب بالتوحد، من الطفولة إلى مرحلة البلوغ، من خلال الجمع بين شهادات من الحياة الواقعية. يستكشف الفيلم الفهم المتطور لمرض التوحد. في عام 2012، أصدر الناشط الأمريكي أليكس بلانك ‏ فيلمًا وثائقيًا بعنوان مخجل، يتناول وضع الأشخاص المصابين بالتوحد في فرنسا. في عام 2016، ركزت رواية أحدث الأخبار من الكون لجولي بيرتوتشيلي ‏ على بابويليك، وهو شاعر متوحد غير لفظي.

### أفلام الخيال
وقد استكشفت الأفلام الخيالية أيضًا مرض التوحد. يتناول فيلم إحساس العجب رجلاً مصابًا بالتوحد ولديه حساسية مفرطة ومواهب في الرياضيات، مستوحى من حياة شخصيات مثل دانييل تاميت وتيمبل جراندين. يحكي فيلم السيد الذي يعرف كل شيء (2018) قصة لاعب كرة قدم مصاب بالتوحد. يركز فيلم خارج عن المألوف (2019) على عمل المعلمين مع الأطفال والمراهقين المصابين بالتوحد، وهو مقتبس من رواية ألان جيلوت، سطح الإصلاح (فلاماريون، 2015). 

### الأشخاص المصابين بالتوحد

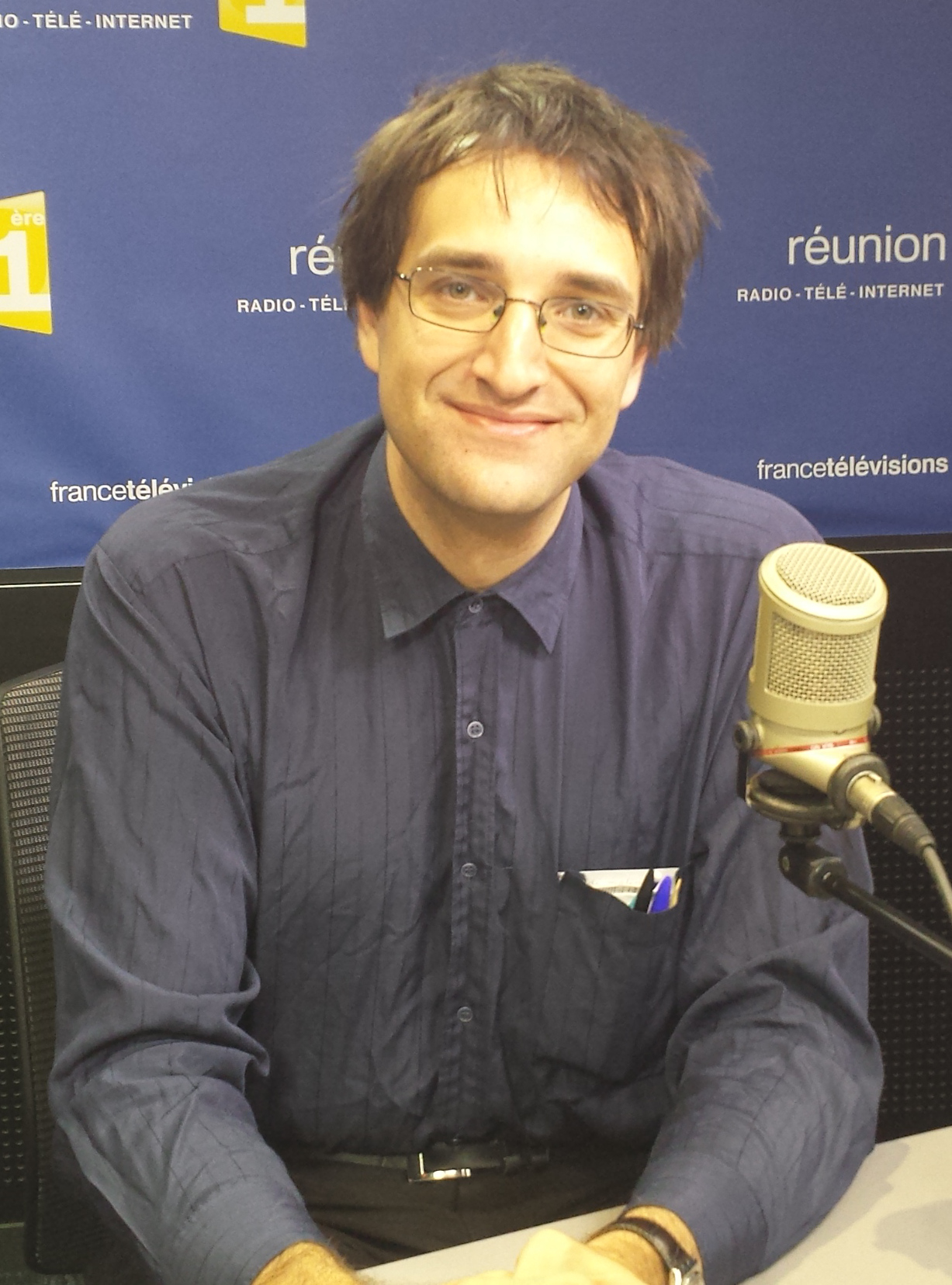
، كاتب وناشط إذاعي، هو أيضًا مؤلف تقرير حكومي حول توظيف البالغين المصابين بالتوحد في فرنسا.

ساهم العديد من الأفراد والناشطين المصابين بالتوحد في الحركة من أجل حقوق الأشخاص المصابين بالتوحد من خلال الكتابة والتحدث. حصل هوغو هوريوت، مؤلف كتاب الإمبراطور، إنه أنا، على جائزة كلمات المريض في عام 2013، وترشح للانتخابات الرئاسية الفرنسية عام 2017 للدفاع عن التنوع العصبي. وهو ينتقد التحليل النفسي ويعتبره «ضارًا».
كان جوزيف شوفانيك ‏، وهو باحث ومتعدد اللغات، متحدثًا باسم الأشخاص المصابين بالتوحد خلال عام القضية الوطنية 2012. كما نشر كتابه الأول أنا في الشرق! (بالفرنسية: Je suis à l'Est!)، وهو يتأمل في حياته وتجاربه كشخص مصاب بالتوحد. وهو يدافع عن فوائد السفر للأفراد المصابين بالتوحد:
السفر، كما هو الحال مع الأدوية في صورتها المادية، يجب أن يُعوّض عنه من قِبَل الضمان الاجتماعي. أفكّر تحديدًا في جميع المصابين بالتوحد، الذين لم يرتكبوا أي جريمة، ومع ذلك يقضون حياتهم في منشآت مغلقة. أيّ جدرانٍ ستكتم صراخهم؟ أيّ قيودٍ كيميائيةٍ تُمثّل هذه الفضيحة؟— جوزيف شوفانيك، في مدح السفر للأشخاص المصابين بالتوحد وأولئك الذين ليسوا مصابين بالتوحد بدرجة كافية.
كتبت جولي داتشيز، باحثة في العلوم الاجتماعية ومستخدمة يوتيوب، شريطًا هزليًا عن حياتها مع متلازمة أسبرجر ونشرت كتاب في فقاعتك: الأشخاص المصابون بالتوحد لديهم الكلمة، والذي يجمع بين وجهات النظر الشخصية والناشطة. أسس إيميليان هامل، مغني الباريتون والملحن، فرقة موسيقية من الموسيقيين المصابين بالتوحد وغير المصابين به.

### الوالدين

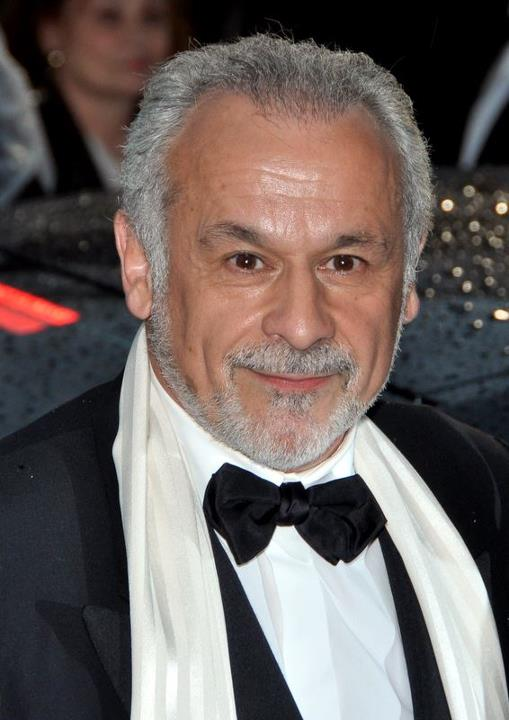
فرانسيس بيرين، والد طفل مصاب بالتوحد.

وكان العديد من الآباء الفرنسيين أيضًا نشطين في الدفاع عن حقوق مرضى التوحد. ومن بينهم دانييل لانجلويس (منظمة التوحد في فرنسا) ومحمد ساجدي (منظمة التغلب على التوحد). في عام 2000، احتجت آني بوفيلز، وهي أم لطفل مصاب بالتوحد، على الإيداع القسري في المؤسسات من خلال الإضراب عن الطعام. قام بول وشانتال تريهين، والدا الفنان جيل تريهين ‏، بحملة ضد التحليل النفسي وشجعوا الآباء الآخرين على الانضمام إلى جمعيات التوحد.
وقد شارك شخصيات إعلامية أيضًا بتجاربهم. كتب فرانسيس وجيرسيندي بيرين كتاب لويس، لا لا، عن تربية ابنهما المصاب بالتوحد والدعوة إلى استخدام طريقة تحليل السلوك التطبيقي. أوليفيا كاتان ‏، رئيسة منظمة إس أو إس للتوحد في فرنسا، تدعم العلاج السلوكي المعرفي وتناقش التحديات التي تواجه الأسر المتضررة من مرض التوحد في سيرتها الذاتية. في المقابل، تدافع مقدمة البرامج التلفزيونية إيجلانتين إيمييه عن ممارسة التعبئة في سيرتها الذاتية سارق فرشاة الأسنان، استنادًا إلى تجارب ابنها الإيجابية.

## الخلافات
يعد مرض التوحد في فرنسا موضوعا مثيرا للجدل بشكل مستمر. لاحظ كاتب الرحلات آدم فينشتاين، في كتابه الصادر عام 2010 بعنوان تاريخ التوحد: محادثات مع الرواد، أن فرنسا «تظل متخلفة» في تعاملها مع مرض التوحد، حيث تم وضع العديد من الأفراد الذين تم تشخيص إصابتهم بمرض التوحد في المستشفيات النفسية.
وتساهم التنافسات التأديبية، والمنافسة بين النظريات والأساليب، وأساليب التدخل المختلفة في إثارة هذه الخلافات. غالبًا ما يُنظر إلى هذه الصراعات على أنها أكثر ضررًا من كونها مفيدة، مما يؤدي إلى تأخير التقدم في السياسات العامة المتعلقة بالتوحد. ينتقد جاك هوخمان ما يراه «النزعة الجماعية في معركة التوحد»، مشيرًا إلى التوتر بين جمعيات الآباء ونشاط الأفراد المصابين بالتوحد. ويلاحظ جوزيف شوفانيك أن المخاوف بشأن المجتمعية في التوحد أكثر بروزًا في فرنسا مقارنة بالدول الأنجلو ساكسونية، حيث تكون مثل هذه المخاوف أقل شيوعًا.

### نقص المعرفة
هناك فجوة ملحوظة بين المعرفة العلمية الدولية حول التوحد والممارسات في فرنسا، وفقًا لكاثرين بارتيليمي وفريديريك بونيه بريلهو (2012). لا تزال العديد من المؤسسات التي تخدم الأطفال المصابين بالتوحد تستخدم نظريات قديمة أو غير مثبتة. وجد تدقيق عام 2017 أن 14% فقط من هذه المؤسسات تتبع التوصيات العلمية الحالية، حيث يقدم بعضها التوحد على أنه ذهان طفولي. بالإضافة إلى ذلك، لا يزال التركيز على التوحد كحالة طبية بدلاً من إعاقة مستمرًا، على الرغم من قانون عام 2005. لا يزال التدريب على الكشف المبكر غير كافٍ، وقد تكون أوقات الانتظار للتشخيص طويلة. تواجه المناطق الريفية، على وجه الخصوص، تحديات في زيادة الوعي وتقديم تشخيصات دقيقة.
أظهر استطلاع أجرته جمعية التوحد عام 2010 أن 90% من الفرنسيين يجهلون انتشار التوحد، وأن عددًا كبيرًا من الأطباء العامين يفتقرون إلى المعرفة بهذه الحالة. في عام 2016، أظهر استطلاع أن معظم الناس قللوا من تقدير عدد المصابين بالتوحد. ويظل نقص التدريب المتخصص وفهم احتياجات المصابين بالتوحد مشكلة رئيسية.
يُسلّط جوزيف شوفانيك الضوء على الاعتقاد الخاطئ بأن المصابين بالتوحد يعانون من اضطرابات نفسية، وعلى الارتباط المستمر بين التوحد والطفولة. ويؤكد على أهمية تحسين نشر المعرفة الدقيقة وأفضل الممارسات.

### الشعور بالذنب وانعدام الأمن لدى الوالدين
وفقًا لفاينشتاين (2010)، لا يزال بعض المتخصصين الفرنسيين يعتقدون أن الآباء مسؤولون عن إصابة أطفالهم بالتوحد. وقد تسبب هذا الاعتقاد، الذي ينبع من نظرية الأم الثلاجة، في ضائقة كبيرة لكل من الآباء والأطفال، الذين كان يُنظر إليهم في كثير من الأحيان على أنهم غير قابلين للتعليم. وقد ساهمت هذه النظرة في التوتر المستمر بين جمعيات الآباء والعاملين في مجال الصحة. وتذكر بريجيت شاماك أن العديد من الآباء شاركوا قصصًا عن سوء المعاملة، بما في ذلك إلقاء اللوم عليهم بسبب حالة أطفالهم ومواجهة نقص الدعم المناسب أو التدخلات التعليمية. وقد رفض بعض الأطباء النفسيين تشخيص مرض التوحد أو تقديم المساعدة التعليمية الخاصة، على عكس قوانين الإعاقة. ويشير شاماك أيضًا إلى أن المناهج الديناميكية النفسية تركز غالبًا على العلاقات بين الوالدين والطفل ويمكن أن تؤدي إلى إصدار أحكام حول قدرات الوالدين. عندما تفشل العلاجات، غالبًا ما يتم إلقاء اللوم على الوالدين أو الأطفال بدلاً من العلاجات نفسها.
وتؤكد أوليفيا كاتان ‏ على التحديات التي يواجهها الآباء، وخاصة الأسر التي يرأسها أحد الوالدين أو من الطبقة المتوسطة، والذين غالبا ما يضطرون إلى التخلي عن وظائفهم لرعاية أطفالهم بسبب نقص خدمات الرعاية المتاحة. وقد تنتقل الأسر الأكثر ثراءً إلى بلدان ذات رعاية أفضل، في حين تواجه الأسر الأكثر فقراً تزايد التفاوت الاجتماعي بسبب عدم كفاية الموارد.

### التدخلات
وفقًا لتقرير حكومي أعدته كريستيل برادو (2012)، كانت التدخلات المتعلقة بالتوحد في فرنسا موضع نقاشات مستمرة بين مؤيدي التحليل النفسي ومؤيدي المناهج التعليمية. وقد خلق هذا تحديات للأفراد المصابين بالتوحد وأسرهم.

#### التحليل النفسي
يعارض العديد من الآباء والباحثين استخدام التحليل النفسي في علاج مرض التوحد. وينتقدون استمرار تأثيرها في فرنسا، وخاصة من خلال إرث شخصيات مثل برونو بيتلهيم. أعرب خبراء مثل فريد ر. فولكمار عن دهشتهم إزاء استمرار المناهج التحليلية النفسية، التي يرون أنها عفا عليها الزمن مقارنة بالممارسات في البلدان الأخرى. يزعم البعض أن التحليل النفسي في فرنسا لا يزال قائماً بفضل تأثير الشخصيات ذات السلطة والدوائر الفكرية.
لاحظت عالمة الاجتماع سيسيل ميدل في عام 2006 أن الآراء التحليلية النفسية حول التوحد لا تزال مستخدمة على نطاق واسع، مما أثار ردود فعل قوية من الآباء. وجدت دراسة بريجيت شاماك للخدمات النفسية للأطفال الفرنسية في عام 2009 أن النظريات التحليلية النفسية لا تزال بارزة في تدريب الأطباء النفسيين، على الرغم من رفض العديد من الآباء فكرة أنهم مسؤولون عن إصابة أطفالهم بالتوحد. غالبًا ما يُنظر إلى هذه الأساليب التحليلية النفسية على أنها متشائمة فيما يتعلق بإمكانية التحسن لدى الأطفال المصابين بالتوحد.
كشفت مراجعة للأدبيات الفرنسية حول مرض التوحد، أجريت في الفترة من 1989 إلى 2014، عن هيمنة وجهات النظر التحليلية النفسية والطب النفسي. ومع ذلك، فقد انتقد خبراء مثل لوران موترون ‏ هذه الأساليب العتيقة، معترفين بأن أساليب فرنسا كانت غير متناسبة مع المعايير العالمية. وأكد شاماك أيضًا أن الوضع في فرنسا معقد ولا يمكن أن يُعزى فقط إلى التحليل النفسي، لأنه ينطوي أيضًا على قضايا مثل عدم كفاية الخدمات المتخصصة.
يزعم بعض المحللين النفسيين للأطفال، مثل ماريا رود، أن من المفاهيم الخاطئة أن جميع المحللين النفسيين يلومون الآباء على التوحد. يقترح كلود واكمان أن الأساليب التعليمية والعلاجية يمكن أن تكون متكاملة، وأن التحليل النفسي يمكن أن يتضمن عناصر تعليمية إذا تم دمجها بشكل صحيح.

#### التعبئة والتغليف
التعبئة، المعروفة أيضًا بالتغليف الرطب، تتضمن لفّ شخص مصاب بالتوحد بقطعة قماش باردة ورطبة، تُدفأ تدريجيًا. تُستخدم هذه التقنية بشكل أساسي في فرنسا، على الرغم من التخلي عنها في معظم الدول الأخرى بسبب الإجماع العلمي ضدها. يعتقد بعض المتخصصين الفرنسيين، مثل البروفيسور بيير ديليون، أنها قد تكون مفيدة لعلاج الأطفال المصابين بالتوحد والذهان. مع ذلك، يشير النقاد، ومنهم محمد ساجدي، إلى تناقضات، مشيرين إلى أن الأطفال الذين يخضعون للتعبئة غالبًا ما يُعطون أيضًا أدوية. تُعارض جمعيات الآباء هذه الممارسة بشدة، وتصفها بأنها ضارة.
وقد أوصت الهيئات الدولية، بما في ذلك لجنة الأمم المتحدة لحقوق الطفل، بحظر هذه التقنية، معتبرة إياها شكلاً من أشكال سوء المعاملة. وردًا على ذلك، دعت السلطات الفرنسية، بما في ذلك سيجولين نوفيل، المؤسسات العامة إلى التوقف عن استخدام التعبئة في عام 2016. تم اقتراح مشروع قانون لحظر هذه الممارسة وتعليمها في مايو 2016.

#### السلوكية والإدراكية
العلاجات السلوكية المعرفية مثيرة للجدل في فرنسا. تشير بعض الدراسات إلى أن العلاج السلوكي المعرفي يمكن أن يساعد في تقليل مشاكل مثل القلق والغضب لدى الأشخاص المصابين بالتوحد، مما أدى إلى توصيات باستخدامه. ومع ذلك، يزعم بعض النقاد أن الدفع القوي الذي اتخذته فرنسا بعيدًا عن الأساليب التحليلية النفسية أدى إلى قبول غير نقدي للعلاجات السلوكية، مع القليل من التساؤلات العامة حول فعاليتها.
ينتقد محللون نفسيون مثل بيير ديليون ويانيك بينارد هيمنة الأساليب السلوكية، ويصفونها بالتبسيط المفرط والقرار السياسي المتأثر بالضغوط الخارجية. ويجادلون بأن هذه العلاجات تركز كثيرًا على السلوك دون مراعاة الجوانب المعرفية والعاطفية الفريدة للأفراد المصابين بالتوحد.
تُسلّط تقارير جمعيات ومنظمات الآباء الضوء على مخاوف بشأن التكلفة واحتمال سوء المعاملة في المراكز التي تستخدم العلاج السلوكي المعرفي، بل إن بعضها أشار إلى وجود خلل وظيفي في مراكز محددة. ولم تحظَ هذه المخاوف إلا بتغطية إعلامية محدودة.

### المواضع المسيئة
يعد وضع الأطفال المصابين بالتوحد قضية حساسة في فرنسا. ويشير بعض الآباء إلى أن خدمات رعاية الطفل تطلب في كثير من الأحيان فصل الأطفال المصابين بالتوحد عن عائلاتهم. وقد انتقدت جمعيات الآباء هذه الممارسة، مدعية أن التوحد يتم الخلط بينه وبين الإساءة في بعض الأحيان، مما يؤدي إلى وضع غير عادل. وقد سلطت لجنة حقوق الطفل الضوء على هذه القضية في عام 2016، حيث دعت إلى توفير حماية أفضل للأطفال المصابين بالتوحد وأسرهم في هذه الحالات.
في عام 2015، تم الترويج لقضية راشيل، التي تتعلق بوضع الأطفال الثلاثة لأم مطلقة على أساس متلازمة مونشهاوزن بالوكالة ومتلازمة اغتراب الوالدين، على نطاق واسع من قبل جمعيات آباء الأطفال المصابين بالتوحد.

### المغادرة في بلجيكا وسويسرا
في عام 2007، وُضع حوالي 3،500 طفل فرنسي مصاب بالتوحد في مؤسسات طبية وتعليمية في بلجيكا بسبب نقص المرافق المناسبة في فرنسا. واستمرت هذه الممارسة في السنوات الأخيرة، حيث أرسل بعض الآباء أطفالهم إلى بلجيكا أو سويسرا لتلقي التعليم، وغالبًا ما يكون ذلك مشمولًا بالضمان الاجتماعي. ويعتقد بعض الآباء أن الرعاية المتاحة في هذه البلدان أفضل من تلك المتوفرة في فرنسا.

### سوء المعاملة في المؤسسات
أبدت جمعيتا التغلب على التوحد (بالفرنسية: Vaincre l'Autisme) ومنظمة إس أو إس للتوحد في فرنسا (بالفرنسية: SOS Autisme France) مخاوفهما بشأن سوء المعاملة في مرافق الرعاية. في عام 2014، قدّرت جمعية «مجموعة التوحد» أن 43.8% من المصابين بالتوحد في فرنسا قد تعرضوا لسوء معاملة في هذه المرافق. وتشمل المشكلات المبلغ عنها الإفراط في استخدام الأدوية لإدارة الموظفين، وحالات التقييد الجسدي أو سوء ظروف المعيشة. وغالبًا ما تُعزى هذه المشكلات إلى نقص الموظفين وقلة خبرة مساعدي التمريض.

### الإفراط في تناول الأدوية
أعربت لجنة حقوق الطفل، إلى جانب أفراد مصابين بالتوحد مثل جوزيف شوفانيك وستيفاني بونو-بري، عن مخاوفها بشأن الإفراط في إعطاء بعض الأطباء النفسيين للأدوية. ويشير شوفانيك إلى أن بعض الشباب، وخاصةً الرجال، يُوصف لهم عدة مضادات للذهان دفعةً واحدة، مما قد يكون مُنهكًا وضارًا على المدى الطويل. ويُنظر إلى هذه الممارسة أحيانًا على أنها تهدف إلى الحد من الاضطرابات بدلًا من تعزيز نمو الفرد.

## الملاحظات والمراجع
1. ↑  Demailly (2019)
2. 1 2  Ministère des Affaires sociales et de la Santé (2024a)
3. ↑  Ramus (2014, pp. 1–7)
4. ↑  Mottron (2016, pp. 13–16)
5. ↑  Ministère des Affaires sociales et de la Santé (2024b)
6. 1 2  Barthélémy (2013)
7. 1 2  Messadié (2013)
8. ↑  Inserm (2012)
9. ↑  Durand et al. (2007, pp. 25–27)
10. 1 2 3  Feinstein (2010, p. 106)
11. 1 2  Mottron (2013)
12. ↑  Golse & Eliez (2008, pp. 29–60)
13. 1 2  Misès, Garret-Gloanec & Coinçon (2012, pp. 223–226)
14. ↑  Delion (2001, pp. 87–104)
15. ↑  Melman (2013, pp. 7–9)
16. ↑  Laznik (2015)
17. ↑  Laznik (2013, pp. 81–90)
18. 1 2 3  Misès (2012, p. 20)
19. 1 2  Delion & Golse (2013, p. 44)
20. 1 2 3  Sauvage (2012, pp. 510–516)
21. ↑  Labat (2015, p. 200)
22. ↑  Delion & Golse (2013, p. 26)
23. ↑  Hochmann (2009, p. 416)
24. ↑  Wacjman (2013b, pp. 73–100)
25. ↑  Wacjman (2015, p. 12)
26. ↑  De Guibert & Beaud (2005, pp. 391–423)
27. ↑  Delion (2009)
28. 1 2  Maleval & Grollier (2015, pp. 764–781)
29. 1 2  Wacjman (2013b, pp. 89–92)
30. ↑  Hochmann (2009, p. 465)
31. ↑  Janin-Duc (2013, pp. 129–146)
32. 1 2  Schovanec (2017b, p. 17)
33. 1 2  D'arc (2014, pp. 8–14)
34. ↑  HAS (2010, p. 27)
35. ↑  State Secretariat to the Prime Minister for Disabled People (2018)
36. ↑  Prado (2012, p. 4)
37. ↑  Fombonne (2016)
38. ↑  Eyal (2010, p. 60)
39. ↑  Eyal (2010, p. 51)
40. ↑  Ferrari (2015, pp. 16–17)
41. ↑  Ferrari (2015, p. 17)
42. ↑  Le Callennec, Chapel & Schovanec (2016)
43. ↑  Doctissimo-FondaMental (2013, p. 4)
44. ↑  CCNE (2007, pp. 5–6)
45. ↑  Mottron (2016, pp. 11–12)
46. ↑  Jordan (2012)
47. 1 2 3 4 5 6  Löchen (2016, p. 226)
48. ↑  Eyal (2010, p. 62)
49. 1 2  Chamak & Cohen (2007, pp. 218–227)
50. ↑  CCNE (2007, p. 6; 11)
51. 1 2 3 4 5 6 7 8  Chamak & Cohen (2007, p. 223)
52. 1 2 3  Chamak & Cohen (2007, p. 224)
53. ↑  Barthélémy & Bonnet-Brilhault (2012, pp. 5–6)
54. ↑  Barthélémy & Bonnet-Brilhault (2012, p. 10)
55. 1 2 3 4  Barthélémy & Bonnet-Brilhault (2012, p. 180)
56. ↑  Hochmann (2009, p. 31)
57. ↑  Hochmann (2009, pp. 41–64)
58. ↑  Ferrari (2015, pp. 5–6)
59. 1 2 3  Chamak & Cohen (2007, p. 219)
60. ↑  Hochmann (2009, p. 111;128.)
61. ↑  Hochmann (2009, pp. 72–89)
62. ↑  Hochmann (2009, pp. 247–250)
63. ↑  Ferrari (2015, pp. 6–7)
64. ↑  Bueltzingsloewen (2016, p. 527)
65. ↑  Chamak (2012, pp. 403–407)
66. ↑  Alerini (2011, pp. 7–31)
67. ↑  Hochmann (2009, p. 369)
68. 1 2 3 4 5  Feinstein (2010, p. 103)
69. 1 2 3 4 5  Feinstein (2010, p. 104)
70. ↑  Hochmann (2009, pp. 32–35)
71. 1 2  Hochmann, Bizouard & Bursztejn (2011, pp. 525–574)
72. 1 2 3  Barthélémy & Bonnet-Brilhault (2012, p. 178)
73. 1 2 3  Bentata (2013, p. 63)
74. ↑  Barthélémy & Bonnet-Brilhault (2012, p. 177)
75. ↑  Barreyte & Peintre (2005)
76. ↑  French Government (2005)
77. ↑  Vallade (2015, pp. 37–38)
78. 1 2 3  Vallade (2015, p. 38)
79. ↑  Löchen (2016, pp. 227–228)
80. 1 2 3 4  Cattan (2014a)
81. 1 2 3 4 5 6  Löchen (2016, p. 227)
82. ↑  Europarat (1995, p. 208)
83. ↑  Vallade (2015, p. 40)
84. 1 2 3 4  Barthélémy & Bonnet-Brilhault (2012, p. 179)
85. 1 2 3 4  Feinstein (2010, p. 105)
86. ↑  Chamak (2009, p. 425)
87. ↑  Chamak & Cohen (2007, pp. 218, 220)
88. ↑  Danion-Grilliat & Bursztejn (2011, p. 204)
89. 1 2  Chamak (2009, p. 426)
90. ↑  Chossy (2003, pp. 11, 14, 16)
91. ↑  Chossy (2003, p. 69)
92. ↑  Chossy (2003, p. 70)
93. ↑  Chossy (2003, pp. 20, 48–49)
94. ↑  Compagnon, Petrault & Corlay (2017, pp. 14–15)
95. ↑  Wacjman (2013b, pp. 9–10)
96. ↑  Hérault (2015)
97. 1 2 3 4  Löchen (2016, p. 228)
98. ↑  CCNE (2007, p. 2)
99. 1 2  CCNE (2007, p. 23)
100. ↑  CCNE (2007, p. 7)
101. ↑  CCNE (2007, p. 13)
102. 1 2 3 4  Löchen (2016, p. 229)
103. ↑  CCNE (2007, p. 5)
104. ↑  Guillé (2008)
105. ↑  Pelloux & Chaffel (2008)
106. ↑  Wacjman (2013b, p. 249)
107. 1 2 3 4 5  Löchen (2016, p. 230)
108. ↑  Létard (2011)
109. 1 2  Vallade (2015, p. 35)
110. ↑  French Government (2012)
111. ↑  HAS (2012, p. 25)
112. ↑  HAS (2012, p. 27)
113. ↑  Pelloux (2011)
114. ↑  Twain (2013)
115. ↑  Ramus (2013)
116. ↑  Le Page (2014)
117. ↑  Ministère des Affaires sociales et de la Santé (2024c)
118. ↑  "Autisme : un site officiel pour dépasser les préjugés". France Info. 30 نوفمبر 2016. مؤرشف من الأصل في 2024-08-22. اطلع عليه بتاريخ 2024-08-22.
119. 1 2  Council of Europe (2014)
120. ↑  Neuville (2016)
121. ↑  Le Point (2016)
122. ↑  Fasquelle (2016)
123. ↑  Vallaud-Belkacem (2016)
124. 1 2  Compagnon, Petrault & Corlay (2017)
125. ↑  Favereau (2016)
126. 1 2 3  Ministère des Affaires sociales et de la Santé (2024d)
127. ↑  Schovanec (2017a, p. 22)
128. ↑  Ministère des Affaires sociales et de la Santé (2017)
129. ↑  HAS (2017)
130. ↑  Macron (2017)
131. ↑  Simon (2019)
132. ↑  Dal'Secco (2019)
133. ↑  Doctissimo-FondaMental (2013, p. 7)
134. 1 2  Doctissimo-FondaMental (2013, p. 3)
135. ↑  Doctissimo-FondaMental (2013, p. 9)
136. ↑  Freeman (2014, pp. 228–234)
137. ↑  M-CHAT (2015)
138. ↑  Yvon et al. (2014, pp. 92–97)
139. ↑  Doctissimo-FondaMental (2013, p. 14)
140. ↑  Mottron (2004)
141. ↑  Schovanec (2017a, p. 18)
142. ↑  Chamak (2013a, p. 64)
143. 1 2  HAS (2017, p. 4)
144. ↑  Messadié (2013, p. 396)
145. ↑  Bentata (2013, p. 64)
146. 1 2  Barthélémy & Bonnet-Brilhault (2012, p. 172)
147. ↑  Barthélémy & Bonnet-Brilhault (2012, p. 171)
148. ↑  Schovanec (2017a, pp. 16–17)
149. 1 2 3  Fondation Jean Jaurès (2016)
150. ↑  Gravillon (2016, pp. 27–34)
151. ↑  Chamak (2012)
152. ↑  Schovanec & Glorion (2012, pp. 15–18)
153. ↑  Schovanec (2017a, p. 7)
154. ↑  Barthélémy & Bonnet-Brilhault (2012, p. 174)
155. ↑  Schovanec (2017a, p. 9)
156. 1 2  Prado (2012, p. 8)
157. ↑  Schovanec (2017b, p. 72)
158. 1 2 3  Schovanec (2017b, p. 73)
159. ↑  Schovanec (2017b, pp. 71–72)
160. ↑  Schovanec (2017b, p. 75)
161. 1 2  Schovanec (2017a, p. 12)
162. 1 2  Jourdan (2017)
163. ↑  Dictionnaire Larousse (2017)
164. ↑  Sadoun (2016, p. 15)
165. ↑  AFP (2008)
166. ↑  Roquelle (2015)
167. ↑  Daniel (2015)
168. ↑  Montalivet (2017)
169. ↑  Juhel & Hérault (2003, p. 311)
170. 1 2  Philip & Magerotte (2017, pp. 7–10)
171. ↑  Philip (2017, pp. 45–58)
172. ↑  Compagnon, Petrault & Corlay (2017, p. 6)
173. 1 2  Poirier & Cappe (2016)
174. ↑  Schovanec (2017a, pp. 11–21)
175. ↑  CNSA (2023)
176. ↑  Allione et al. (2013, p. 213)
177. ↑  Huy (2016)
178. 1 2  Schovanec (2017a, p. 5)
179. ↑  Schovanec (2017a, p. 6)
180. ↑  Schovanec (2017a, p. 10)
181. ↑  Schovanec (2017a, pp. 11–12)
182. ↑  Schovanec (2017a, p. 11)
183. ↑  Schovanec (2017a, p. 13)
184. ↑  Schovanec (2017b, pp. 44–53)
185. ↑  Schovanec (2017a, pp. 14–15)
186. ↑  Legrand (2017)
187. ↑  Picard (2016)
188. ↑  Barthélémy & Bonnet-Brilhault (2012, p. 15)
189. ↑  Jamet-Lardé, Limouzy & Régnier (2012)
190. ↑  Bauer et al. (Mauger)
191. ↑  Durand et al. (2007, p. 25)
192. 1 2  Cabut (2012b)
193. ↑  Mottron (2012)
194. ↑  Janin-Duc (2013, p. 141)
195. ↑  Pleux (2008, p. 118)
196. ↑  Bates (2018)
197. 1 2  Bates (2020, pp. 221–235)
198. 1 2  Bishop & Swendsen (2020)
199. ↑  Conrath (2010, pp. 8–16)
200. ↑  Chaumon (2009, pp. 109–111)
201. ↑  Roudinesco & Plon (2011)
202. ↑  Flavigny (2012)
203. ↑  Maleval J-C. La différence autistique. Presses Universitaires de Vincennes. 2021
204. ↑  Janin-Duc (2013, p. 137)
205. ↑  Maleval J-C. L'autiste et sa voix. Seuil. Paris. 2009
206. 1 2  Janin-Duc (2013, p. 139)
207. ↑  Shore & Rastelli (2015, p. 369)
208. ↑  Barthélémy & Bonnet-Brilhault (2012, pp. 178–179)
209. 1 2  Vallade (2015, p. 43)
210. ↑  Autisme France (2014)
211. 1 2  Shore & Rastelli (2015, p. 370)
212. ↑  Collectif autisme (2017)
213. ↑  Bonnot-Briey & Constant (2009, pp. 813–820)
214. ↑  Chamak (2005, pp. 33–50)
215. ↑  Chamak (2010, pp. 103–115)
216. ↑  Alliance Autiste (2015)
217. ↑  Associations Alliance Autiste et CLE Autistes (2019)
218. ↑  Comité consultatif national d'autistes de France (2017)
219. ↑  Pignard (2016)
220. ↑  Bentata (2011, pp. 159–161)
221. ↑  Shore & Rastelli (2015, p. 374)
222. ↑  Noël-Winderling (2016)
223. ↑  Bourdin (2007)
224. ↑  Vallade (2015, p. 41)
225. ↑  Chamak (2013b, p. 232)
226. 1 2  Chamak & Cohen (2007, p. 221)
227. ↑  Wacjman، Claude (2 فبراير 2014). "Que nous enseigne la controverse sur l'autisme?". Psychologie Clinique ع. 36: 8–30. DOI:10.1051/psyc/201438008. ISSN:1145-1882. مؤرشف من الأصل في 2024-08-22.
228. ↑  Schovanec (2017a, p. 19)
229. ↑  S. M. (2016)
230. ↑  Internet Movie Database (2017)
231. 1 2  Vincent (2014)
232. ↑  Shore & Rastelli (2015, p. 377)
233. ↑  Didier (2012)
234. ↑  Luciani (2016)
235. ↑  Allociné (2017)
236. ↑  Sotinel (2015)
237. ↑  Le Parisien (2018)
238. 1 2  Allociné (2020)
239. ↑  Horiot (2013)
240. ↑  Horiot  (2015)
241. ↑  Bornais (2017)
242. ↑  Le Figaro (2016)
243. ↑  Schovanec (2014)
244. ↑  Dachez (2018)
245. ↑  Fréour (2016)
246. ↑  France Culture (2016)
247. ↑  Langloys et al. (2012, pp. 421–422)
248. ↑  Wacjman (2015, pp. 14–15; 18–19)
249. ↑  Durand (2000)
250. ↑  Perrin & Perrin (2012)
251. ↑  Wacjman (2015, p. 16)
252. ↑  Éméyé (2015)
253. ↑  Feinstein (2010)
254. ↑  Compagnon, Petrault & Corlay (2017, p. 3)
255. ↑  Hochmann (2016, pp. 7–16)
256. ↑  Schovanec (2017b, p. 76)
257. ↑  Barthélémy & Bonnet-Brilhault (2012, p. 175)
258. ↑  Toutin-Lasri (2017)
259. ↑  Guéguen (2012, p. 232)
260. ↑  Prado (2012, pp. 4–5)
261. ↑  Schovanec (2017a, p. 20)
262. ↑  Schovanec (2017a, p. 8)
263. ↑  Barthélémy & Bonnet-Brilhault (2012, pp. 177–178)
264. ↑  Chamak (2009, p. 428)
265. ↑  Chamak (2009, p. 429)
266. 1 2  Chamak (2009, p. 430)
267. ↑  Chamak (2009)
268. ↑  Gauvrit (2012)
269. ↑  Ramus (2012)
270. ↑  Cheng (2012)
271. ↑  Bishop & Swendsen (2020, pp. 1–2)
272. ↑  Méadel (2006, pp. 57–82)
273. ↑  Chamak (2009, p. 427)
274. ↑  Mottron (2016, pp. 15–16)
275. ↑  & Chamak (2013b, pp. 231–235)
276. ↑  Roudinesco & Plon (2011, p. 166)
277. ↑  Wacjman (2013b, p. 17)
278. ↑  Amaral (2011)
279. ↑  Spinney (2007, pp. 645–646)
280. ↑  Hochmann (2009, p. 382)
281. ↑  Chamak (2013a, p. 62)
282. ↑  Sajidi (2013)
283. ↑  Comité des droits de l'enfant (2016)
284. ↑  Ministère des Affaires sociales et de la Santé (2016a)
285. ↑  Assemblée nationale (2016)
286. 1 2  De Schonen (2014, pp. 142–143)
287. 1 2  Pinard (2016)
288. ↑  Chamak (2013a, pp. 61–62)
289. ↑  Maudet (2015)
290. ↑  Philip (2016)
291. ↑  CCNE (2007, p. 20)
292. ↑  Chamak & Cohen (2007, p. 222)
293. ↑  Piquet (2014)
294. ↑  Zittoun (2015)

## ببليوغرافيا